# Noyal-Pontivy
Pour les articles homonymes, voir Noyal.
Noyal-Pontivy [nwajal pɔ̃tivi] est une commune française, située dans le département du Morbihan en région Bretagne.

## Géographie

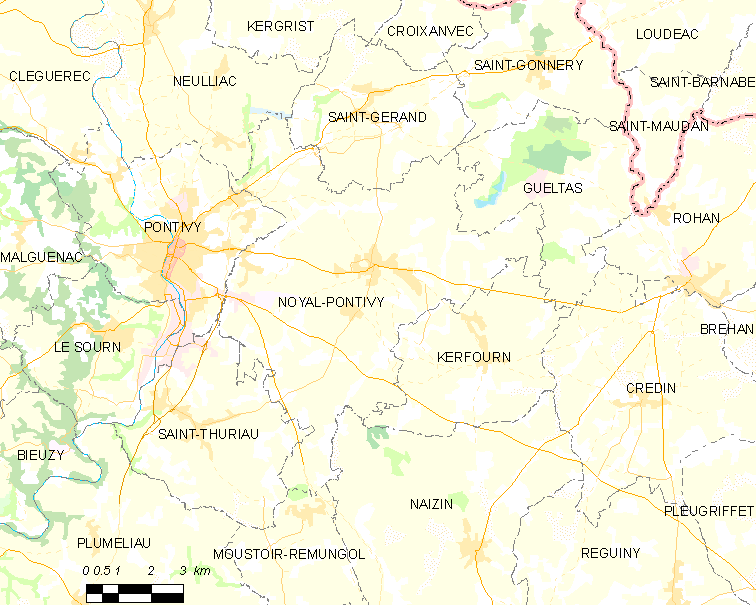
Carte de Noyal-Pontivy et des communes avoisinantes.

| - Carte de la commune de Noyal-Pontivy dans son environnement géographique. |

### Relief
Limitrophe à l'ouest de Pontivy, la commune de Noyal-Pontivy a une altitude maximale de 162 mètres dans l'angle nord-est de son finage, à la limite avec la commune de Gueltas (un parc de 6 éoliennes a été installé en 2005 dans cette zone, au lieu-dit "Les Prés de Kerlaizan", dont 4 sont sur le territoire de Noyal-Pontivy, les deux autres sur celle de Gueltas (elles produisent en moyenne 9 MW d'électricité chaque année) ; deux éoliennes supplémentaires sont projetées). Les altitudes vont décroissant vers le sud-ouest, la plus basse (55 mètres) se trouvant dans la vallée du Ruisseau de Saint-Niel à l'endroit où ce cours d'eau quitte le territoire communal, à l'ouest du hameau de Kerihoué Moten. Le bourg, en position assez centrale au sein de son finage, est vers 130 mètres d'altitude. Les pentes sont modérées, la commune étant plutôt plane, ce qui a facilité l'implantation d'équipements comme l'aérodrome de Pontivy et l'hippodrome.

### Hydrographie
Le réseau hydrographique est constitué d'affluents et sous-affluents de rive gauche du Blavet, ce fleuve côtier ne coulant pas dans la commune, mais n'étant pas éloigné de sa limite ouest. D'amont vers l'aval ces rivières sont, pour les principales d'entre elles, le Douric, qui forme pour partie la limite de l'extrême nord de la commune, même si celle-ci ne coïncide que par endroits avec son cours, le territoire communal débordant même quelque peu sur sa rive droite au niveau des étangs du Roz (lesquels sont en bonne partie dans la commune voisine de Neuillac) et aussi à proximité de l'écluse de La Haye ; le Douric conflue avec le Blavet dans la ville de Pontivy. Le Ruisseau du Resto traverse la partie nord de la commune, passant notamment juste au nord de la chapelle de Sainte-Noyale, avant d'alimenter, ainsi que son affluent, le Ruisseau de Cran, l'étang du Valvert ; à sa sortie ce cet étang, il devient le Ruisseau de Saint-Niel et forme alors la limite communale avec Pontivy, presque jusqu'à sa confluence avec son propre affluent le Ruisseau de Quénet, lequel a sa source près du hameau du Net, traverse la partie sud du finage communal avant d'en former sur une petite partie de son cours la limite avec Saint-Thuriau. Le Ruisseau de Belle Chère forme un instant dans sa partie amont la limite communale avec Gueltas, avant de traverser la partie orientale du territoire de Noyal-Pontivy, de former à un moment la limite communale avec Kerfourn (par exemple au niveau du moulin de Belle Chère), puis traverse la partie sud-est de la commune, recevant l'apport de ses propres affluents (le Ruisseau du Guern et le Ruisseau de Mengouet notamment), puis, courant vers le sud, de former à nouveau la limite communale, cette fois-ci avec Naizin, au niveau de l'extrême sud de Noyal-Pontivy ; ce Ruisseau de Belle-Chère est un affluent de l'Ével, avec lequel il conflue beaucoup plus au sud, et donc un sous-affluent du Blavet.

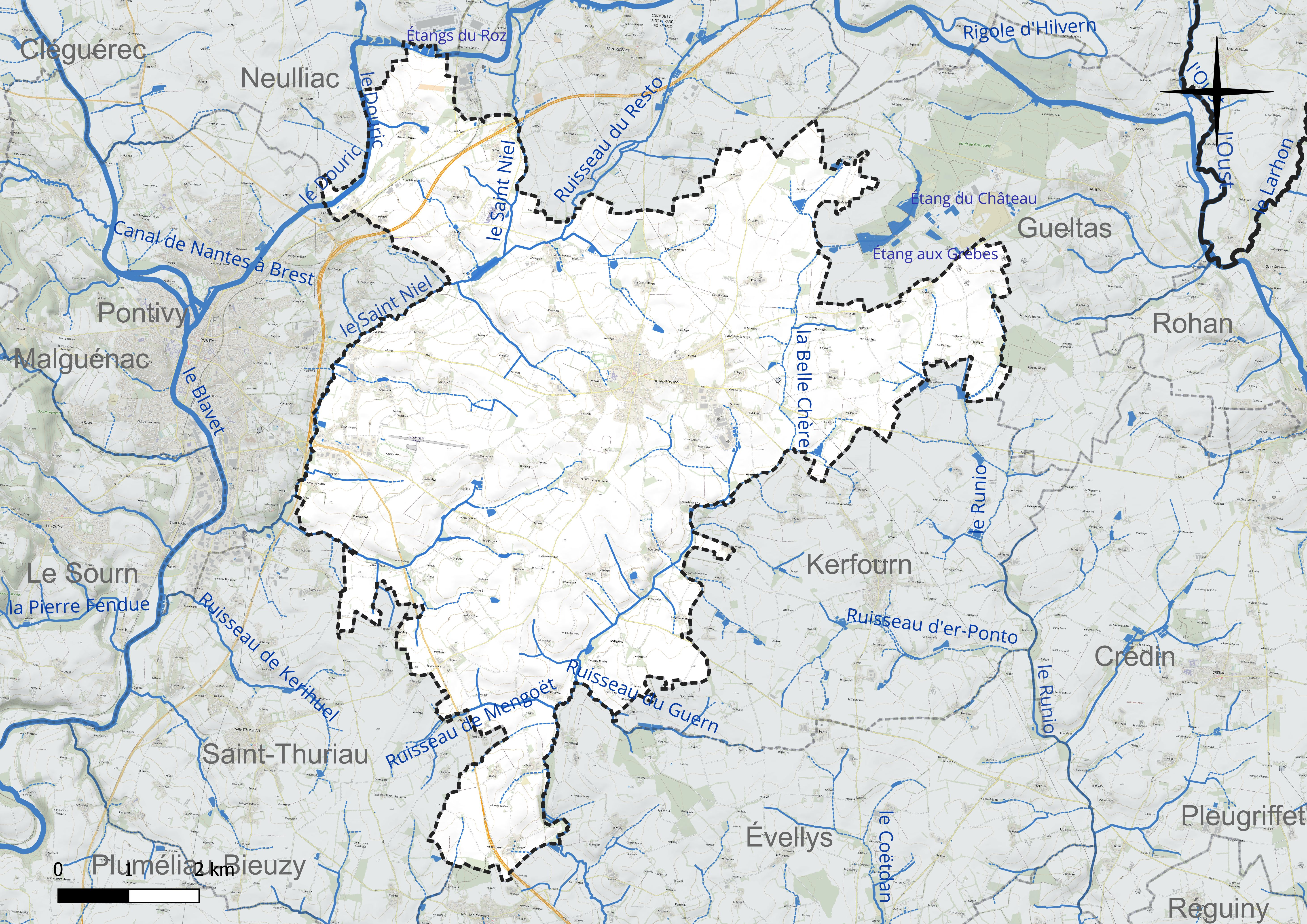
Réseau hydrographique de Noyal-Pontivy.

### Climat
Pour des articles plus généraux, voir Climat de la Bretagne et Climat du Morbihan.
En 2010, le climat de la commune est de type climat océanique franc, selon une étude du CNRS s'appuyant sur une série de données couvrant la période 1971-2000. En 2020, Météo-France publie une typologie des climats de la France métropolitaine dans laquelle la commune est exposée à un climat océanique et est dans une zone de transition entre les régions climatiques « Finistère nord  » et « Bretagne orientale et méridionale, Pays nantais, Vendée ». Parallèlement l'observatoire de l'environnement en Bretagne publie en 2020 un zonage climatique de la région Bretagne, s'appuyant sur des données de Météo-France de 2009. La commune est, selon ce zonage, dans la zone « Intérieur », exposée à un climat médian, à dominante océanique.  
Pour la période 1971-2000, la température annuelle moyenne est de 11,1 °C, avec une amplitude thermique annuelle de 12,1 °C. Le cumul annuel moyen de précipitations est de 916 mm, avec 14,1 jours de précipitations en janvier et 6,7 jours en juillet. Pour la période 1991-2020, la température moyenne annuelle observée sur la station météorologique la plus proche, située sur la commune de Moréac à 17 km à vol d'oiseau, est de 12,0 °C et le cumul annuel moyen de précipitations est de 1 043,7 mm,. Pour l'avenir, les paramètres climatiques de la commune estimés pour 2050 selon différents scénarios d'émission de gaz à effet de serre sont consultables sur un site dédié publié par Météo-France en novembre 2022.

### Transports
La RD 768 (ancienne RN 168), axe routier en bonne partie aménagé en voie express, notamment pour son tronçon allant de Pontivy à Loudéac, traverse la partie nord-ouest de la commune, laquelle est desservie principalement par l'échangeur de Saint-Niel, qui via la RD 2, dessert l'agglomération de Noyal-Pontivy, desservie par ailleurs par des axes routiers secondaires.
La Ligne ferroviaire de Saint-Brieuc à Pontivy traverse l'angle nord-ouest du territoire communal ; mise en service en 1872 pour le tronçon allant de Loudéac à Pontivy, cette ligne a fermé en 2017 pour le tronçon allant de Loudéac à Saint-Brieuc ; son prolongement sud, la Ligne d'Auray à Pontivy, mise en service en 1864, est fermée au trafic voyageurs depuis 1949, mais quelques trains de marchandises, transportant des céréales, y circulent encore, desservant notamment le Parc d'activités de Pont Saint-Caradec en Saint-Gérand, à la limite de la commune de Noyal-Pontivy. Ces lignes sont à voie unique et écartement normal. Un projet de réhabilitation et de réouverture de cet axe ferroviaire permettant d'aller d'Auray à Saint-Brieuc via Pontivy et Loudéac existe.
Le Canal de Nantes à Brest, dont le tracé emprunte un temps le cours du Douric, traverse ou longe selon les endroits la partie nord-ouest du territoire communal ; ce canal est alimenté par une série d'"étangs" (les étangs du Roz) qui sont en fait des bassins aménagés permettant de garder un niveau d'eau stable au moment des éclusages; plusieurs écluses sont situées sur le territoire de la commune.
L'aérodrome de Pontivy est situé sur le territoire communal de Noyal-Pontivy.

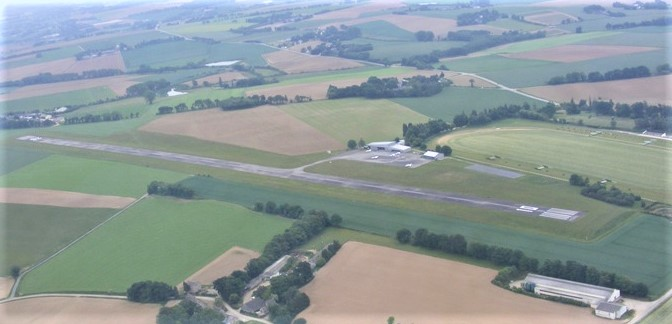
L'aérodrome de Pontivy.

### Paysages et habitat
Le paysage agraire traditionnel de Noyal-Pontivy est le bocage (celui-ci a disparu avec le remembrement) avec un habitat dispersé en écarts formés de hameaux (villages) et fermes isolées.

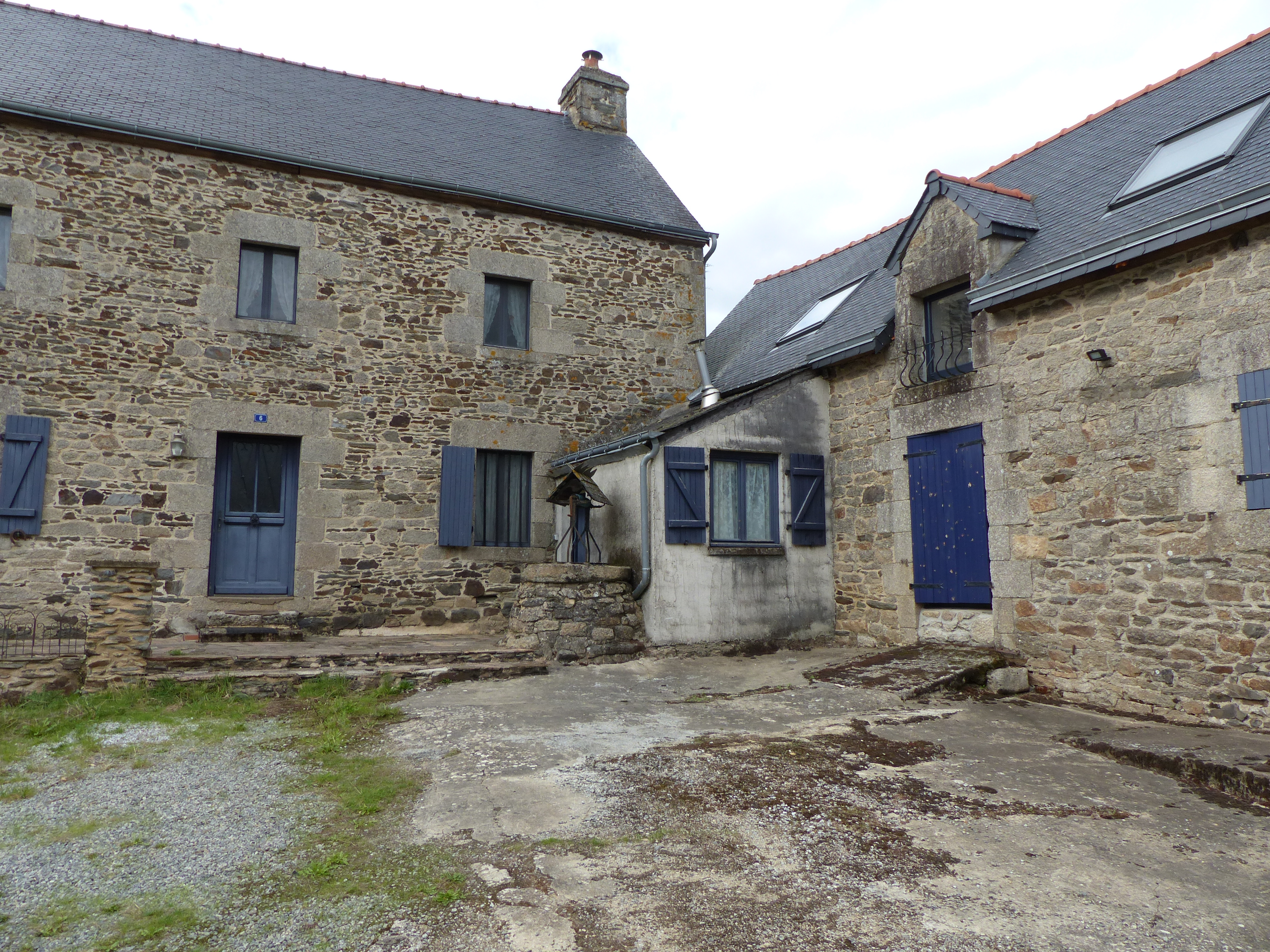
Habitat rural dans le hameau de Poulvern.

Mais l'essor démographique lié à la proximité de la ville de Pontivy explique une forte périurbanisation autour du bourg (avec des lotissements tout autour du bourg traditionnel), une certaine rurbanisation autour de certains hameaux comme celui du Net ou, à l'ouest de la commune, entre ceux de Kerguimarec et Kerlébaut, ou encore à Rescourio. Une zone industrielle (ZI de Kerguilloten) a été créée au sud-est du bourg ; le parc d'activités de Pont Saint-Caradec est à la limite nord de la commune, mais en Saint-Gérand. La partie orientale de la commune a davantage conservé son caractère rural.
Noyal-Pontivy appartient à l'unité paysagère du bassin agricole de Pontivy, parfois surnommé la « Petite Beauce », un territoire s'étendant sur un vaste bassin sédimentaire situé au nord, à l'est et au sud de cette ville et voué à l'agriculture intensive caractérisé par la présence de grandes parcelles de céréales et la rareté des espaces boisés.

## Urbanisme

### Typologie
Au 1er janvier 2024, Noyal-Pontivy est catégorisée bourg rural, selon la nouvelle grille communale de densité à sept niveaux définie par l'Insee en 2022.
Elle appartient à l'unité urbaine de Noyal-Pontivy, une unité urbaine monocommunale constituant une ville isolée,. Par ailleurs la commune fait partie de l'aire d'attraction de Pontivy, dont elle est une commune de la couronne,. Cette aire, qui regroupe 16 communes, est catégorisée dans les aires de moins de 50 000 habitants,.

### Occupation des sols

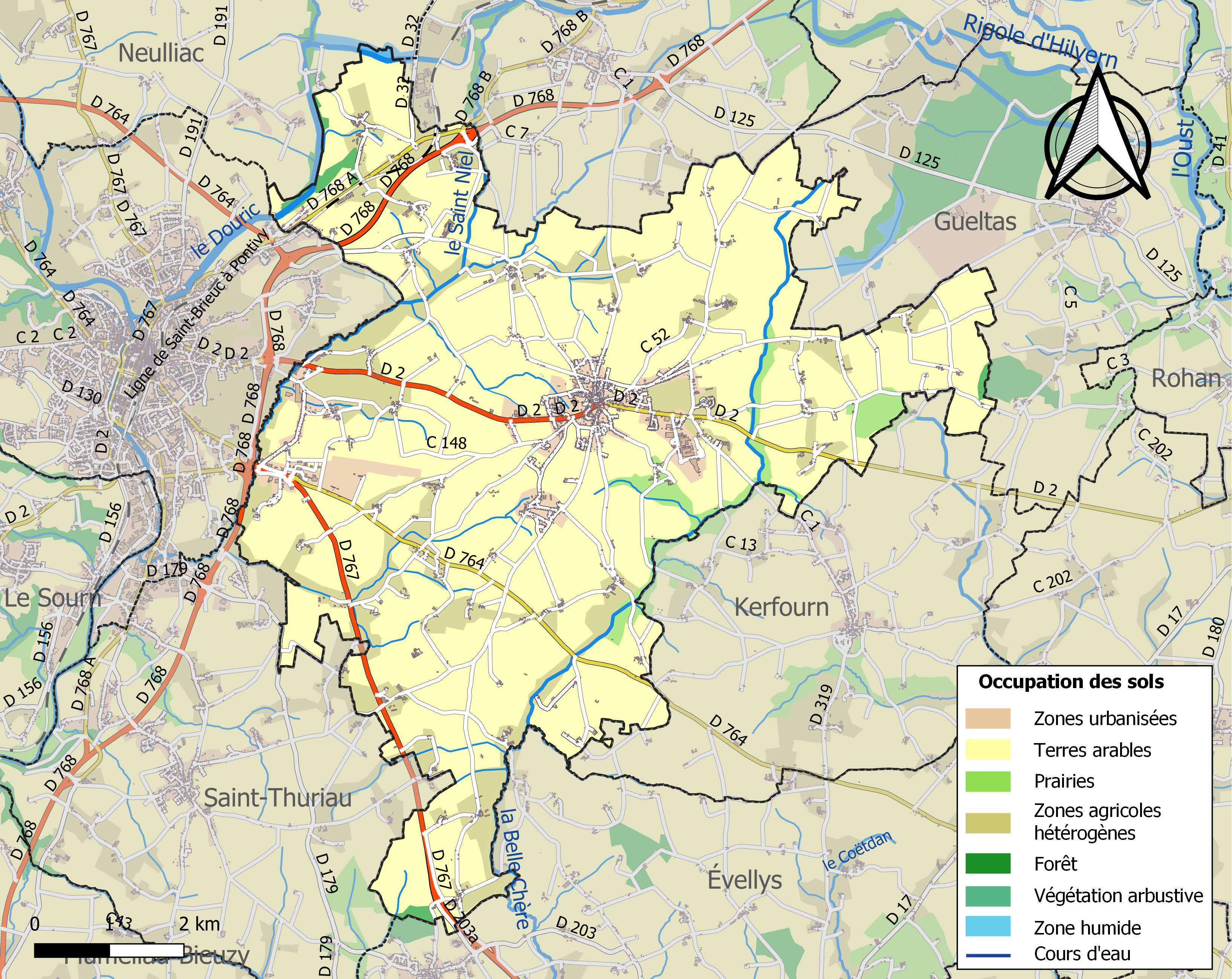
Carte des infrastructures et de l'occupation des sols de la commune en 2018 (CLC).

Le tableau ci-dessous présente l'occupation des sols de la commune en 2018, telle qu'elle ressort de la base de données européenne d’occupation biophysique des sols Corine Land Cover (CLC). 
| Type d’occupation                                                                   | Pourcentage | Superficie (en hectares) |
| ----------------------------------------------------------------------------------- | ----------- | ------------------------ |
| Tissu urbain discontinu                                                             | 4,0 %       | 213                      |
| Zones industrielles ou commerciales et installations publiques                      | 1,2 %       | 64                       |
| Équipements sportifs et de loisirs                                                  | 0,8 %       | 41                       |
| Terres arables hors périmètres d'irrigation                                         | 72,9 %      | 3894                     |
| Prairies et autres surfaces toujours en herbe                                       | 2,8 %       | 147                      |
| Systèmes culturaux et parcellaires complexes                                        | 17,3 %      | 925                      |
| Surfaces essentiellement agricoles interrompues par des espaces naturels importants | 0,3 %       | 14                       |
| Forêts de feuillus                                                                  | 0,7 %       | 39                       |
| Plans d'eau                                                                         | 0,1 %       | 7                        |
| Source : Corine Land Cover                                                          |             |                          |

## Toponymie

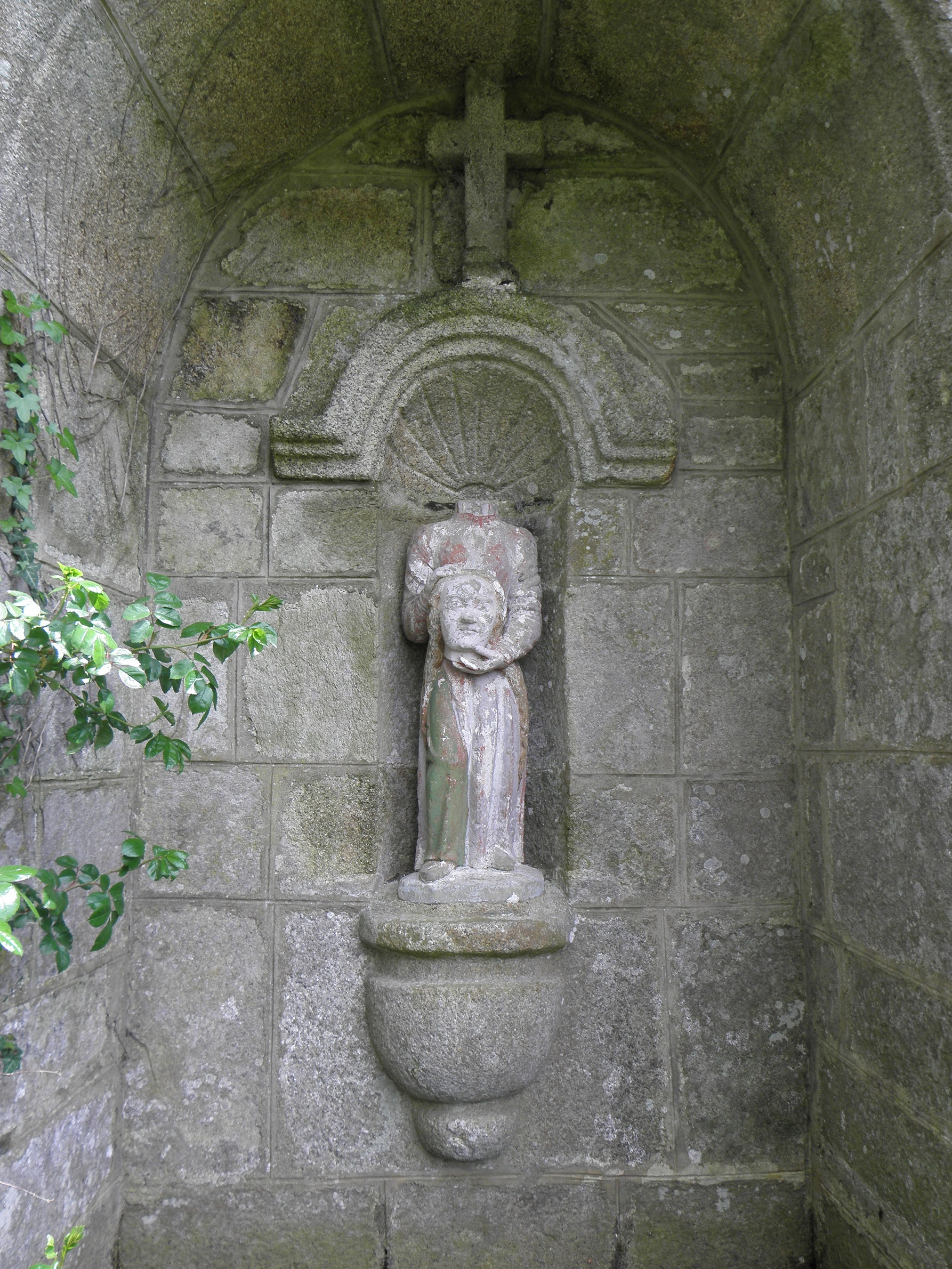
Fontaine de Sainte-Noyale : statue de sainte Noyale tenant dans ses mains sa tête décapitée.

Dès le Ve siècle, il est fait mention de Noala, révélant un peuplement dès le Bas-Empire, (Nuial en 1082). Dérive du gaulois Noviios nouveau (devenu nevez (nouveau) en breton contemporain standard et néhué[Quoi ?] en breton morbihannais) et ialon lieu défriché, clairière, village,,. Noyal-Pontivy pourrait, en son temps, avoir été une ville nouvelle par rapport à un habitat plus ancien situé dans la région, la cité légitimant par la suite son nom par une sainte légendaire, sainte Noyale, fille d'un prince de Grande-Bretagne, issue de l'émigration bretonne en Armorique au VIe siècle. Le culte de cette sainte y est resté très vivace jusqu'au début du XXe siècle où « se déroulait une cérémonie issue d'un vieux culte agraire : les vaches de la paroisse étaient amenées au cours d'une procession jusqu'à la fontaine de Sainte-Noyale, à deux kilomètres du bourg actuel ».
Noal-Pondi en breton.

## Histoire

### Préhistoire et Antiquité
Un  menhir en poudingue, de 4 mètres de hauteur, se trouvait sur la route de Pontivy à La Houssaye (un hameau désormais annexé par Pontivy). 
122 monnaies romaines à l'effigie d'Auguste, de Tibère, etc.. furent trouvées en 1829 à Signan, un hameau situé sur la rive gauche du Blavet.

### Moyen Âge
La région a été une zone forestière dénommée forêt de Branquily (désormais en Gueltas), dans laquelle saint Gonery vint chercher refuge au VIe siècle (« il édifia les habitants du voisinage, et convertit même par sa patience le seigneur du canton, nommé Alvand »), faisant tampon par la suite entre l'évêché de Vannes et l'évêché de Saint-Brieuc. Selon la légende sainte Noyale y serait aussi venue.
Noyal dépendit de la seigneurie des Rohan de 1116 à 1790. L'immense paroisse de Noyal comptait sous l'Ancien Régime quarante-sept seigneuries et vingt-neuf manoirs. En 1265 Saint-Gonnery en fut détachée, puis en 1387 Croixanvec ; néanmoins elle demeura la plus vaste paroisse (puis commune) de Bretagne jusqu'en 1839.
En 1233, Geoffroi de Noial vend son manoir, dénommé "La Motte" (donc une ancienne motte féodale), situé dans le bourg, à Geoffroi de Rohan, chanoine de Saint-Brieuc et frère cadet du vicomte Alain VI de Rohan. Ce manoir est resté dans la famille de Rohan jusqu'en 1683.
Le 30 avril 1373 Jean Ier de Rohan fit une fondation au bénéfice des moines de l'abbaye de Bon-Repos, les dotant de dîmes perçues dans les paroisses de Noyal, Moustoir-Remungol et Malguénac, à condition qu'ils créent une école près de la chapelle Sainte-Marguerite (une chapelle disparue depuis) et y assurent l'instruction (ce qui dura jusqu'au 16 décembre 1645, date à laquelle les moines perdirent la perception des dîmes, la chapelle et l'école étant alors abandonnées). 
Selon un aveu de 1471, Noyal-Pontivy était, au sein de la Vicomté de Rohan, une des 46 paroisses ou trèves de la seigneurie proprement dite de Rohan.
Dès le haut Moyen Âge, Noyal-Pontivy est devenue une foire de première importance et semble avoir joué un rôle notable entre l'Oust et le Blavet.
L'ancienne église paroissiale, donc le centre de la paroisse, se trouvait jusqu'au début du XVe siècle sur le site de l'actuelle chapelle de Sainte-Noyale, laquelle fut construite en 1423.

### Temps modernes

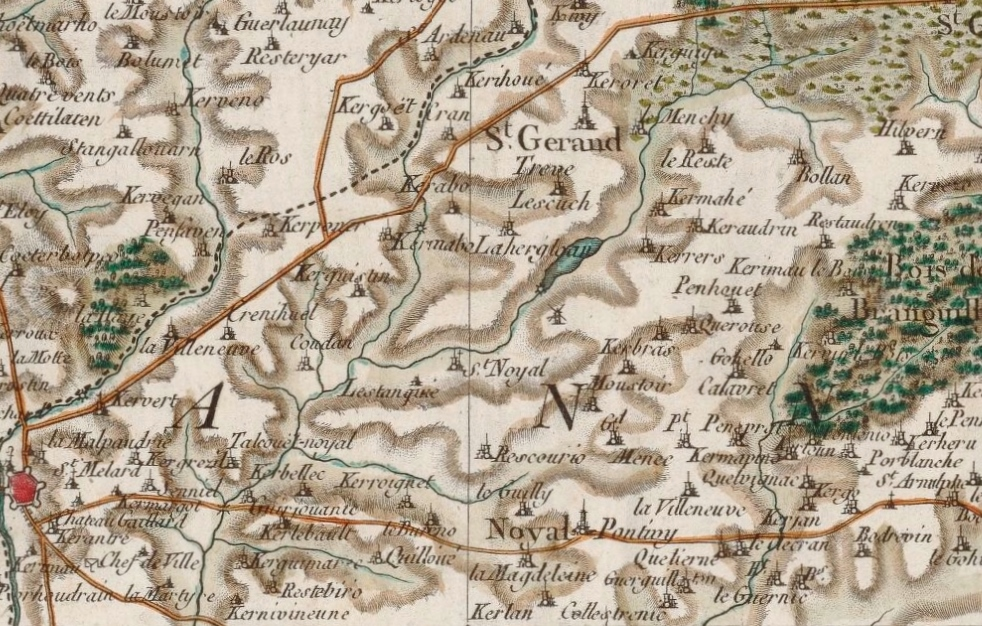
Carte de Cassini de la paroisse de Noyal-Pontivy (partie nord) publiée en 1787.

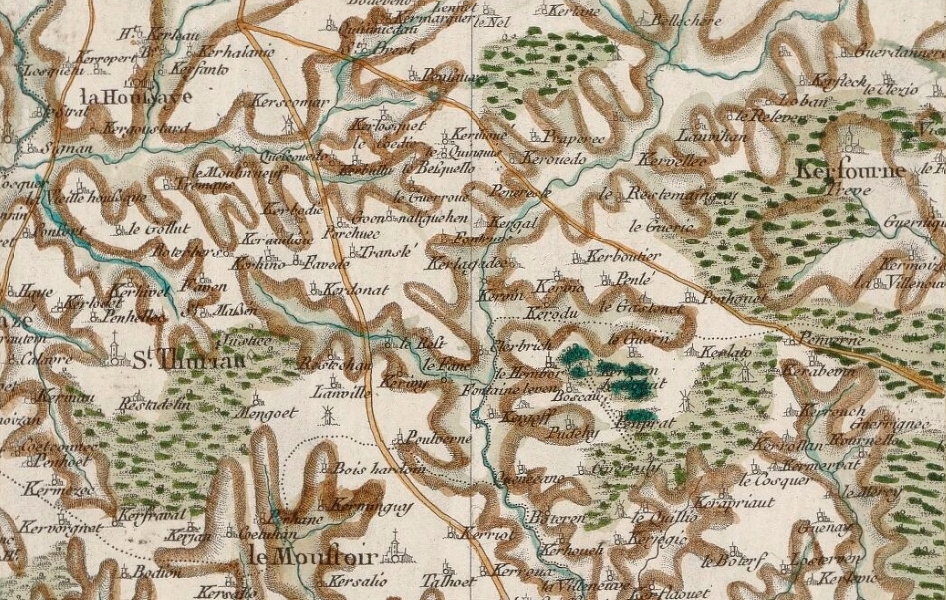
Carte de Cassini de la paroisse de Noyal-Pontivy (partie sud) publiée en 1787.

Vers 1780, on dénombrait 8 000 communiants dans la paroisse de Noyal-Pontivy, y compris ses trèves de Gueltas, Kerfourn, Saint-Gérand et Saint-Thuriau . Le terroir est fertile en grains, lin et fruits. Il se tient trois foires par an à Noyal-Pontivy, à savoir celles de Noyal, de la Houssaye et de La Brolade. Elles sont très anciennes, d'autant plus considérables qu'elles sont franches et exemptes de droits d'entrée. La plus célèbre est celle de Noyal, qui s'y tient au mois de juillet. On y observait jadis des coutumes singulières. Tout marchand qui aurait osé vendre avant que le receveur de la vicomté de Rohan, ou autre commis du vicomte, eut porté le gant levé pour cette foire, aurait perdu toutes ses marchandises qui étaient confisquées au profit du seigneur. On trouvait à cette foire plus de trois mille chevaux mais on ne pouvait en vendre un seul qu'après le  gant levé. Les marchands faisaient ensuite passé en revue, devant le vicomte ou son commis, tous les chevaux à vendre et il en prenait le nombre qu'il voulait au prix fixé par son écuyer ou son maître d'hôtel. Pour le bien général de ceux qui étaient à la foire, le seigneur de Rohan y tenait ses plaids généraux et on y jugeait toutes les causes pendantes dans les cours ou siège du ressort de Pontivy, de Corlay, de Loudéac, de Baud. Toutes ces cérémonies se faisaient au lieu accoutumé, nommé Bellechère.

### Révolution française
Émile Sageret écrit que vers 1798 « depuis Pontivy jusqu'à Locminé, tous les jeunes gens étaient aux chouans, disait-on, sauf à Noyal-Pontivy où les royalistes ne comptaient encore aucune recrue et au Moustoir-Remungol  où il n'y en avait que deux ».
Olivier Le Fellic, prêtre né le 6 août 1754 dans le village de Keranduic en Noyal, qui était desservant de la chapellenie de Saint-Yves en Bubry, qui refusa de prêter le serment de fidélité à la Constitution civile du clergé, fut arrêté en décembre 1794, condamné à mort par le tribunal criminel du Morbihan le 11 décembre 1794 et guillotiné à Lorient le même jour.

### XIXesiècle

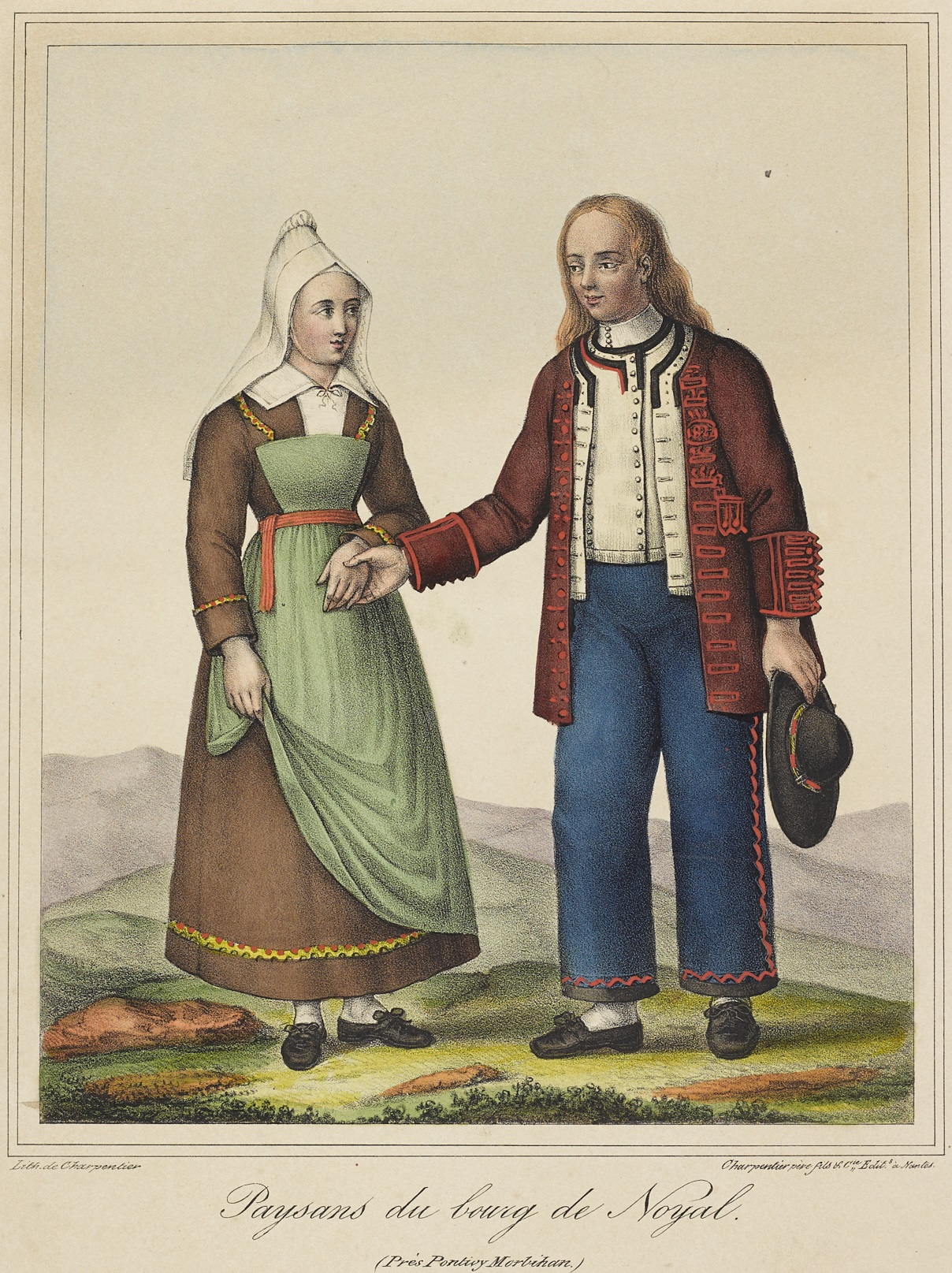
Couple de paysans du bourg de Noyal en costume de cérémonie vers 1830

En 1806, lors de la grande enquête linguistique effectué sous le Premier Empire par Charles Coquebert de Montbret, la paroisse de Noyal-Pontivy est placée en Bretagne bretonnante ainsi que ses trêves de Saint-Thuriau et Kerfourn, tandis que ses trêves de Saint-Gérand et Gueltas sont placées en pays gallo.
Jusqu'en 1839, la commune de Noyal-Pontivy était la plus grande de Bretagne. Sa superficie était de 135,47 km2. En 1840, la commune de Noyal-Pontivy est démembrée au profit de ses quatre trêves : Gueltas, Kerfourn, Saint-Gérand et Saint-Thuriau, qui sont érigées en commune. Sa superficie n'est plus que de 53,79 km2 dont 2 132 ha de terres labourables, 1 830 ha de landes, 511 ha de prés et pâturages, 359 ha de vergers et jardins, 63 ha de bois.
La congrégation des Filles du Saint-Esprit s'est implantée à Noyal-Pontivy en septembre 1864, pour se consacrer à l'enseignement et au soin des malades. La fermeture est survenue en février 2019.

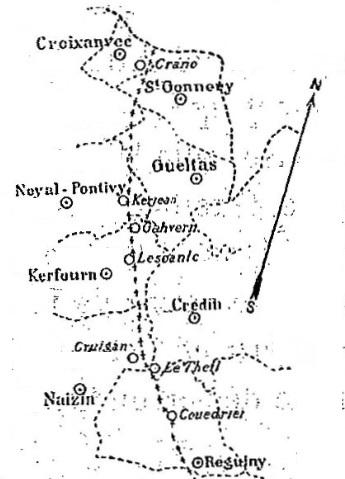
La limite entre les langues bretonne et gallèse (carte de 1886).

La région est traditionnellement à la limite entre les langues française (pays gallo) et bretonne, qui est ainsi décrite en 1886 : Croixanvec est une commune bretonnante et Saint-Gonnery, sauf une petite pointe à l'ouest, est de langue française ; la limite entre les deux langues laisse ensuite en pays français la commune de Gueltas, passe par Kerjean, commune de Noyal-Pontivy, qui parle breton, sauf deux villages à l'est de cette limite. Laissant le bourg de Kerfourn en pays bretonnant, elle passe par Gahvern et Lesoanic, hameaux de cette commune.
Lors des élections législatives de 1876 « de nombreux témoins ont déposé qu'à Pluméliau, à Cléguérec, à Moustoir-Ac, à Baud, à Séglien, à Locuon, à Naizin, à Noyal-Pontivy, et dans un grand nombre d'autres communes, les curés et les vicaires se tenaient, le jour du scrutin, à la porte des sections de vote, surveillaient les bulletins, déchiraient ceux de M. Cadoret, forçaient les électeurs à prendre ceux de M. de Mun, et les conduisaient voter ».

### XXesiècle

#### La Belle Époque
Le 30 novembre 1902 plusieurs maires de la région, dont Mathurin Le Mouël, maire de Noyal-Pontivy, réunis à Pontivy, signent un texte dans lequel ils refusent de surveiller si les prêtres de leur paroisse utilisent la langue française, et non la langue bretonne, lors des leçons de catéchisme et des instructions religieuses.

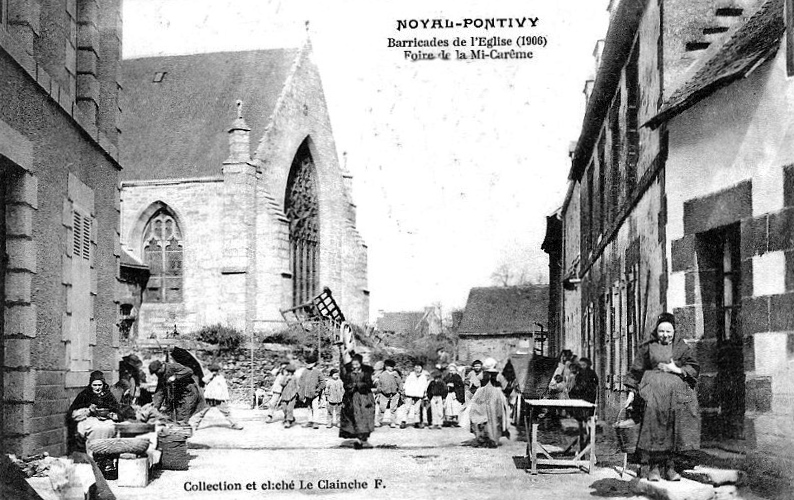
Noyal-Pontivy : barricades devant l'église au printemps 1906 lors de la querelle des inventaires (carte postale).
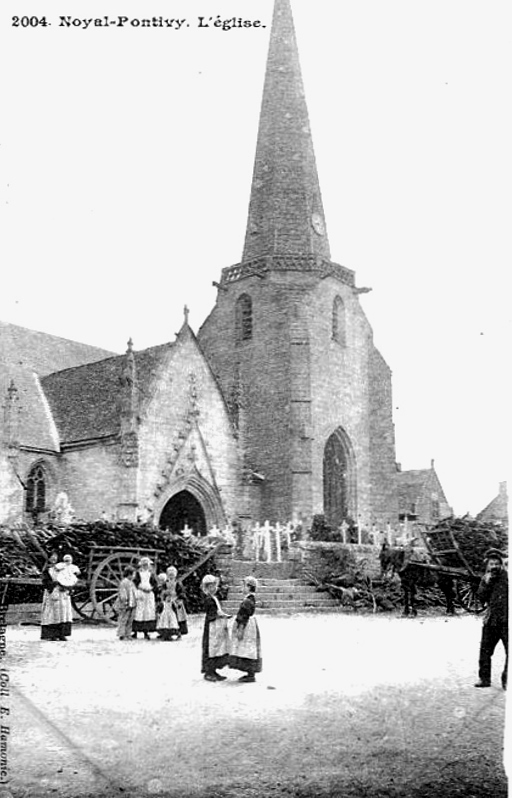
Noyal-Pontivy : l'église paroissiale Sainte-Noyale et le cimetière l'entourant vers 1910 (carte postale).
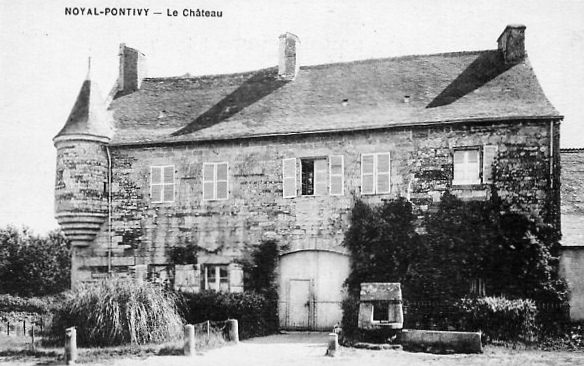
La maison-forte (manoir du Vergier datant de 1639) du bourg de Noyal-Pontivy vers 1910 (mairie actuelle).
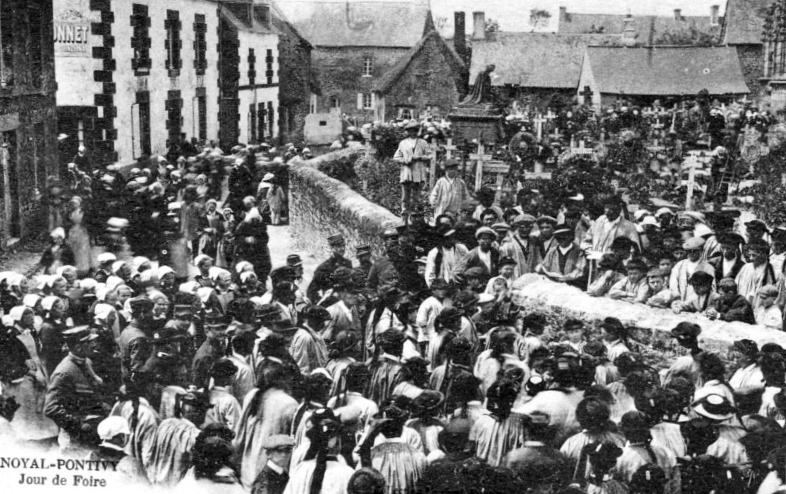
Noyal-Pontivy : un jour de foire vers 1910 (carte postale).
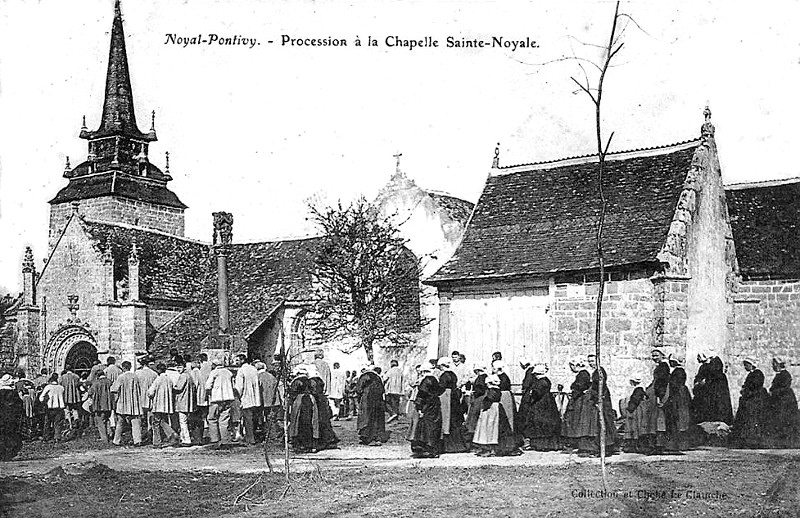
Noyal-Pontivy : procession à la chapelle Sainte-Noyale vers 1910 (carte postale).

#### L'ossuaire et ses boîtes à crânes

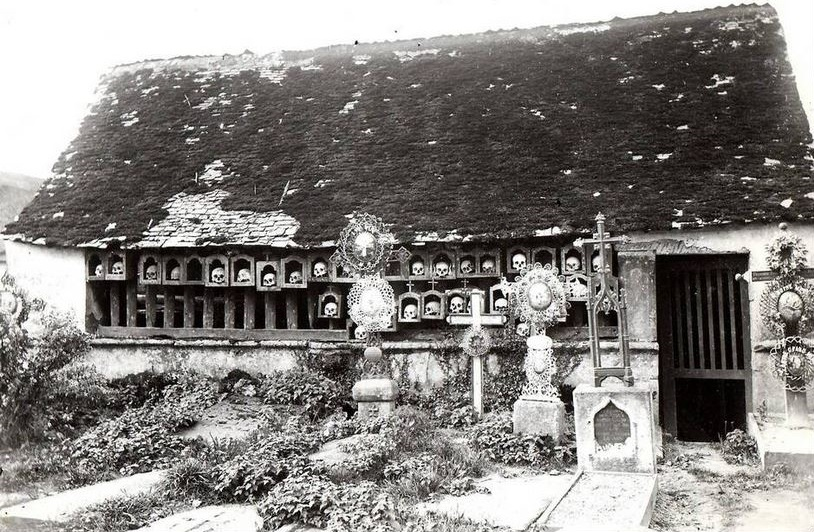
L'ossuaire de Noyal-Pontivy avec ses boîtes à crânes parfaitement alignées (carte postale A. Waron)

Au début du XXe siècle on pouvait encore voir un curieux spectacle à Noyal-Pontivy. Les habitants avaient l'habitude d'enfermer dans des petites boîtes en bois en forme de chapelle les chefs de leur défunts parents comme s'il s'agissait de saintes reliques. Les caveaux n'étaient pas assez nombreux à l'époque dans le cimetière et les anciens morts étaient exhumés pour faire de la place aux nouveaux. Les ossements ainsi récupérés étaient ensuite placés dans l'ossuaire et finissaient pour certains dans ces étranges boîtes.

#### La Première Guerre mondiale

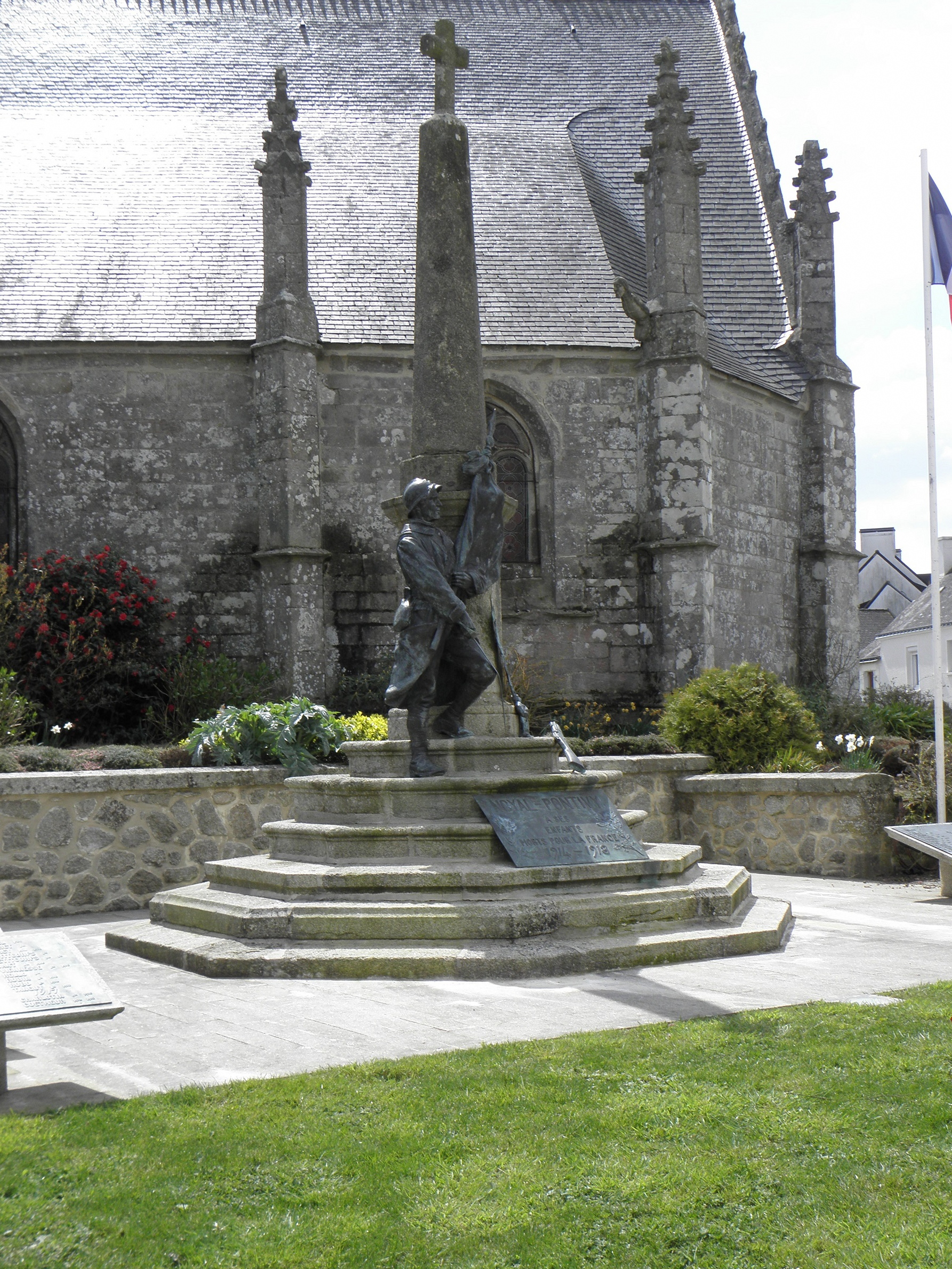
Le monument aux morts.

Le monument aux morts de Noyal-Pontivy porte les noms de 120 soldats morts pour la France pendant la Première Guerre mondiale ; parmi eux 7 sont morts en Belgique dont 5 (François Jan, François L'Hospitalié, Jean Le Clainche, Pierre Le Roscouët et Joseph Mahé) dès le 22 août 1914 dans les combats de Maissin, Rossignol et Arsimont ; 3 (Jean Cobigo en Bulgarie, Louis Dran et Joseph Le Néchet dans l'actuelle Macédoine du Nord) sont morts dans les Balkans, membres de l'Armée d'Orient ; 4 (Jean Garaut, Jean Le Berre, Mériadec Le Dain et Joseph Rello) sont morts en Grèce dans le cadre de l'expédition de Salonique ; Joseph Le Norcy est mort en captivité en Allemagne ainsi que Pierre Le Guerroué (mais ce dernier dans une localité désormais polonaise) ; Joseph Guillermic est mort en mer, mais de maladie sur un navire-hôpital) ; tous les autres sont morts sur le sol français, dont Marc Le Cunff, décoré de la Médaille militaire et de la Croix de guerre et Mathurin Le Gouevec, décoré de la Croix de guerre.

#### L'Entre-deux-guerres
Le monument aux morts, dû au sculpteur Gaston Schweitzer et à l’architecte Demeret, est inauguré en 1923 ; il fut installé à l'emplacement de l'ancien cimetière (il a été réinstallé en 2000 au nord-ouest de l'église paroissiale). 
Le club de football des "Moutons blancs" est créé en 1926. Son nom original proviendrait du costume traditionnel porté par les paysans dans les grandes occasions, qui était fait de laine de mouton à dominante blanche. Le bagad et cercle celtique local, la "Kerlenn Pondi", issu de la fusion en 1953 entre la "Garde Saint-Ivy" et les "Moutons blancs", porte un costume qui en est inspiré.
Un monument à la mémoire de Mathurin Le Texier, prêtre, auteur de huit cantiques, qui eût une conduite héroïque pendant la Première Guerre mondiale (décoré de la Légion d'honneur), fut inauguré le 30 juillet 1933 à l'occasion du congrès du  Bleun Brug qui se tint ce jour-là à Noyal-Pontivy.

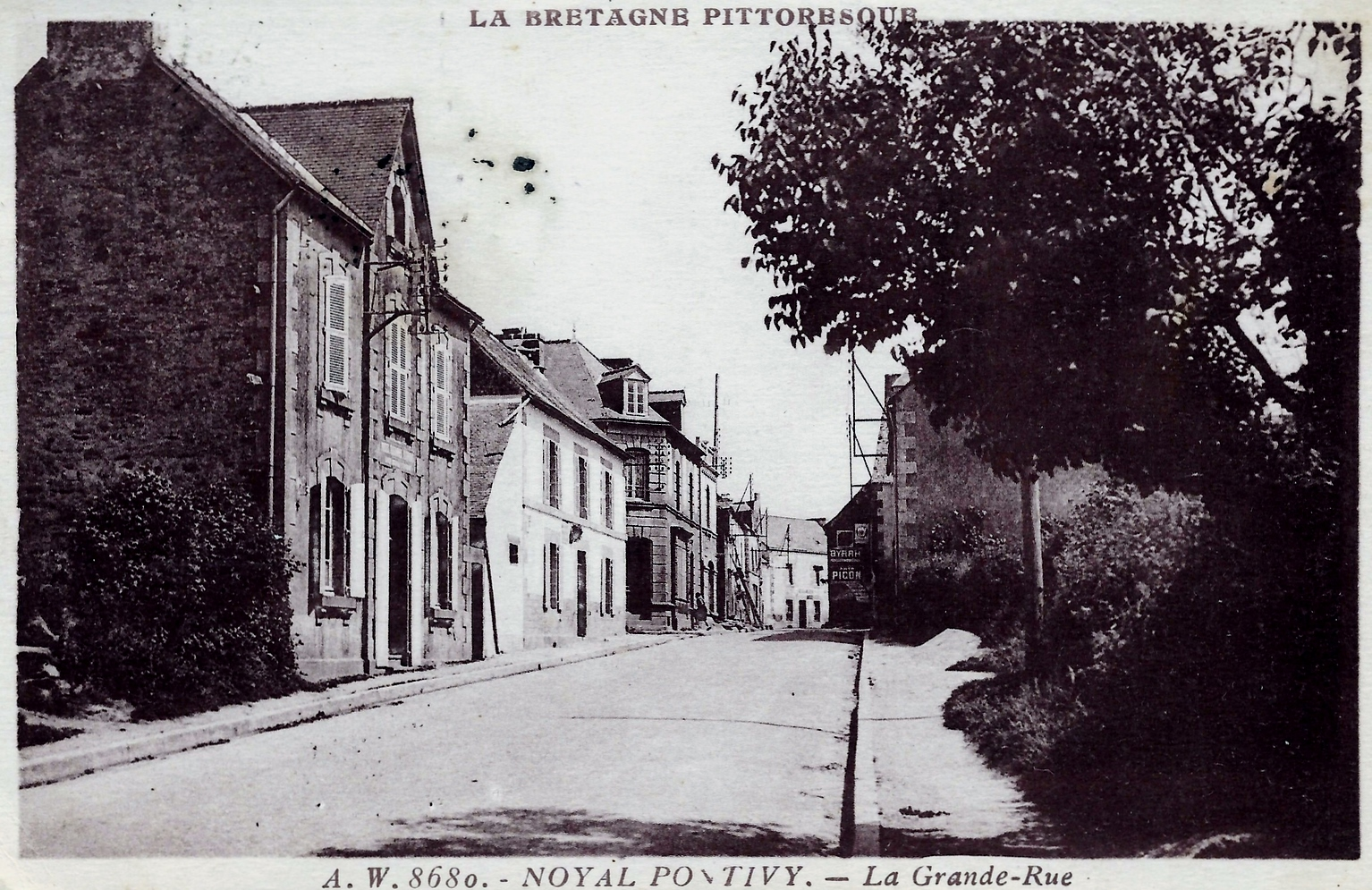
Noyal-Pontivy : la Grande-Rue vers 1930 (carte postale).

#### La Seconde Guerre mondiale
Le monument aux morts de Noyal-Pontivy porte les noms de 27 personnes mortes pour la France pendant la Seconde Guerre mondiale ; parmi elles 7 (Joseph Auffret, Jean Dran, Jean Launay, Prosper Le Clainche, Joseph Le Guevel, Jean Le Sant et Maurice Morgand), sont morts pendant la Bataille de France au printemps 1940 ; Louis Le Guennec est mort en captivité en Autriche ; Mathurin Brajeul est mort en Allemagne le 22 janvier 1945 ; Jean Bouquin, Germaine Giquel et 4 membres de la famille Jehan sont des victimes civiles de la guerre ; Michel et Noël Coget, deux frères résistants FTPF, ont été fusillés à la Citadelle de Port-Louis en juin 1944.

#### L'après Seconde Guerre mondiale
Un soldat (Lucien Kerguen) originaire de Noyal-Pontivy est mort pour la France pendant la Guerre d'Indochine (au Laos) et un (Marcel Le Pailh) pendant la Guerre d'Algérie.

### LeXXIesiècle
En 2012, l'hôpital de Pontivy, désormais composante du Centre hospitalier du Centre-Bretagne, a été transféré du centre de cette ville vers Noyal-Pontivy, au lieu-dit Kério.

## Blasonnement
|  | Les armoiries de Noyal-Pontivy se blasonnent ainsi : Taillé : d’azur à la Sainte Noyale d’argent décapitée tenant sa tête entre les mains, mi-taillé de gueules à neuf macles d’or, trois, trois et trois. (emblème de Sainte-Noyale la patronne de la paroisse, et de la famille des Rohan) |

## Démographie
En 1839, la commune est scindée pour donner naissance à celles de Gueltas, Kerfourn, Saint-Gérand et Saint-Thuriau.
L'évolution du nombre d'habitants est connue à travers les recensements de la population effectués dans la commune depuis 1793. Pour les communes de moins de 10 000 habitants, une enquête de recensement portant sur toute la population est réalisée tous les cinq ans, les populations de référence des années intermédiaires étant quant à elles estimées par interpolation ou extrapolation. Pour la commune, le premier recensement exhaustif entrant dans le cadre du nouveau dispositif a été réalisé en 2008.

En 2022, la commune comptait 3 605 habitants, en évolution de −1,48 % par rapport à 2016 (Morbihan : +3,82 %, France hors Mayotte : +2,11 %).
| 1793  | 1800  | 1806  | 1821  | 1831  | 1836  | 1841  | 1846  | 1851  |
| ----- | ----- | ----- | ----- | ----- | ----- | ----- | ----- | ----- |
| 7 502 | 7 084 | 7 049 | 7 569 | 7 569 | 7 803 | 3 320 | 3 660 | 3 505 |

| 1856  | 1861  | 1866  | 1872  | 1876  | 1881  | 1886  | 1891  | 1896  |
| ----- | ----- | ----- | ----- | ----- | ----- | ----- | ----- | ----- |
| 3 390 | 3 310 | 3 396 | 3 288 | 3 315 | 3 263 | 3 296 | 3 390 | 3 545 |

| 1901  | 1906  | 1911  | 1921  | 1926  | 1931  | 1936  | 1946  | 1954  |
| ----- | ----- | ----- | ----- | ----- | ----- | ----- | ----- | ----- |
| 3 635 | 3 541 | 3 391 | 3 048 | 3 099 | 3 071 | 3 048 | 3 119 | 2 747 |

| 1962  | 1968  | 1975  | 1982  | 1990  | 1999  | 2006  | 2008  | 2013  |
| ----- | ----- | ----- | ----- | ----- | ----- | ----- | ----- | ----- |
| 2 665 | 2 458 | 2 731 | 3 066 | 3 155 | 3 285 | 3 558 | 3 637 | 3 677 |

| 2018  | 2022  | - | - | - | - | - | - | - |
| ----- | ----- | - | - | - | - | - | - | - |
| 3 619 | 3 605 | - | - | - | - | - | - | - |

## Économie
La commune héberge le premier point de « rebours » de gaz naturel de France, installé en 2019 pour permettre le développement d'unités de production de biométhane dans les environs en injectant dans le réseau de transport l'excédent de production locale,.

## Langue bretonne
L'adhésion à la charte Ya d’ar brezhoneg a été votée par le conseil municipal le 19 septembre 2005.
À la rentrée 2013, 21 élèves étaient scolarisés dans la filière bilingue catholique (soit 6,2 % des enfants de la commune inscrits dans le primaire).

## Lieux et monuments

### Églises ou chapelles
- L’église paroissiale Sainte-Noyale, édifice du XVe siècle ; sa tour renferme 4 cloches bénies en 1887. L'église possède un mobilier constitué notamment d'un lutrin avec une statue d'un aigle liturgique, une piétà polychrome, diverses statues dont une statue ancienne de Sainte Noyale et celle de l'Ankou, et, à l'extérieur, le porche sud de Renaissance et un cadran solaire. Un cercueil en granite dit de saint Mériadec se trouve à côté de l'église, mais cette attribution est historiquement fausse, ce saint ayant été inhumé dans la cathédrale de Vannes. Le monument funéraire de Laurent Mahéo, recteur de Noyal-Pontivy pendant 28 ans, décédé en 1856, se trouve aussi à proximité de l'église[57].

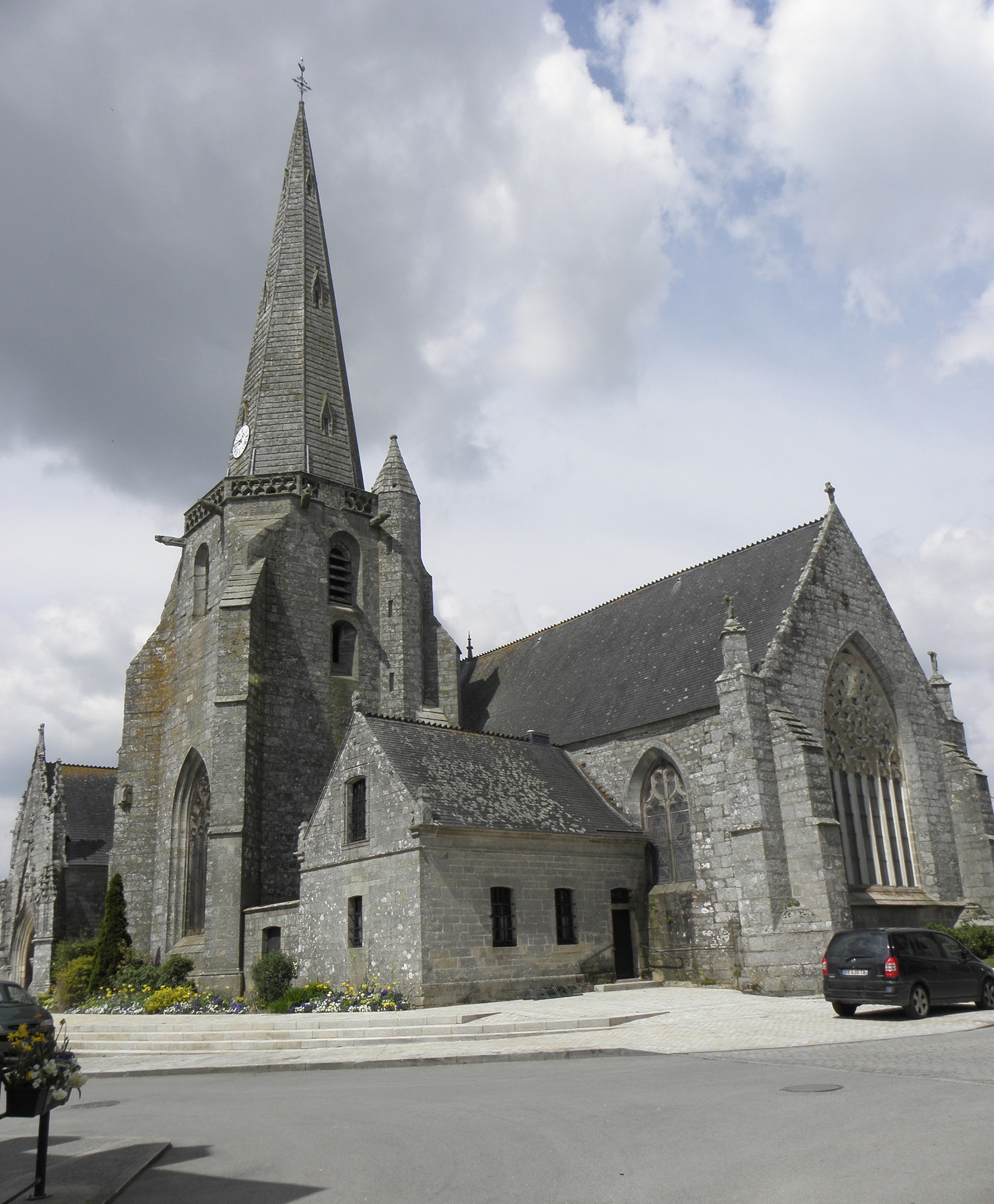
Église Sainte-Noyale : vue extérieure d'ensemble.
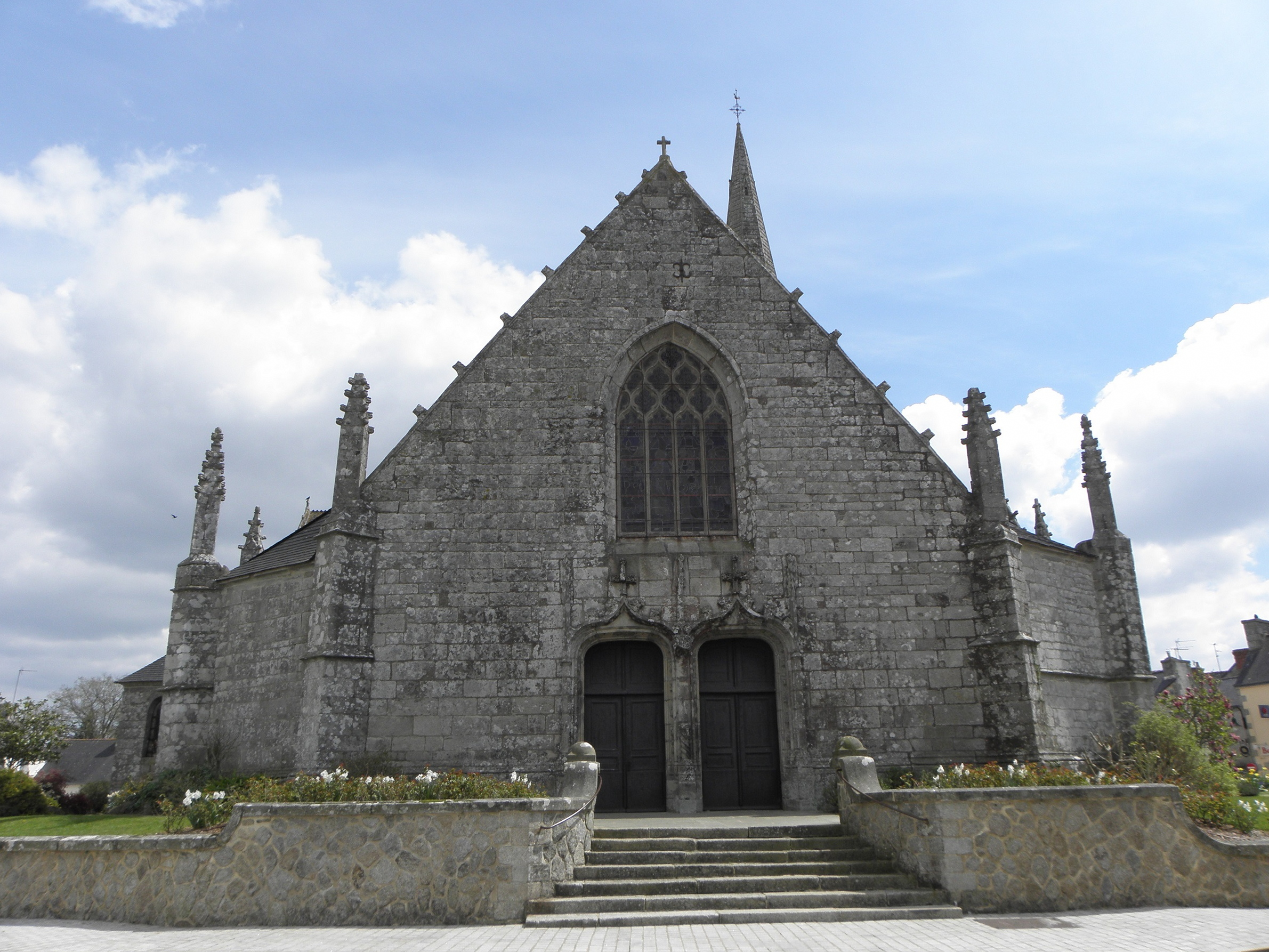
Église Sainte-Noyale : façade occidentale.
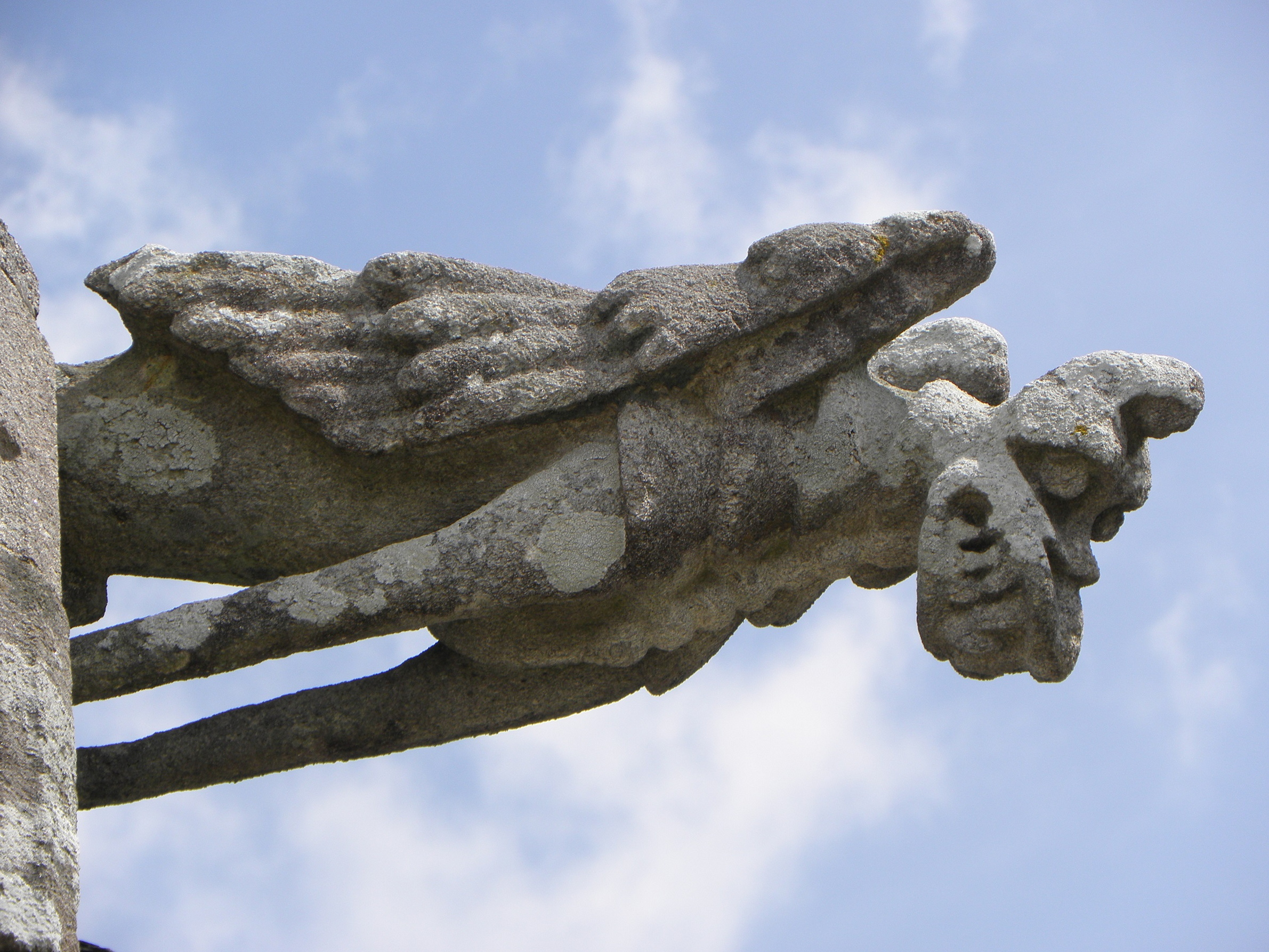
Église Sainte-Noyale : gargouille, côté sud.
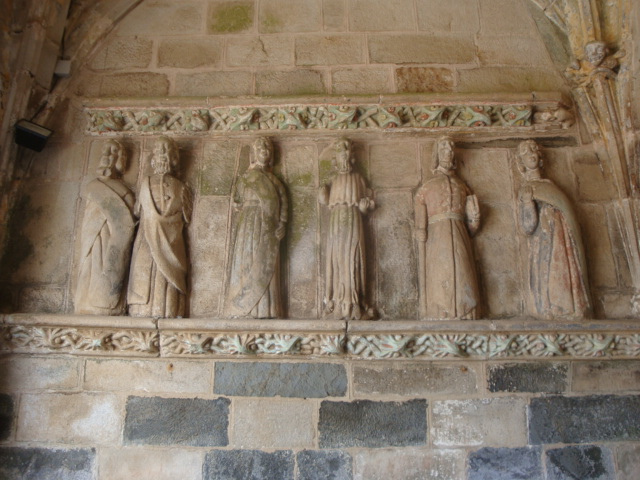
Porche de l'église Sainte-Noyale : apôtres.
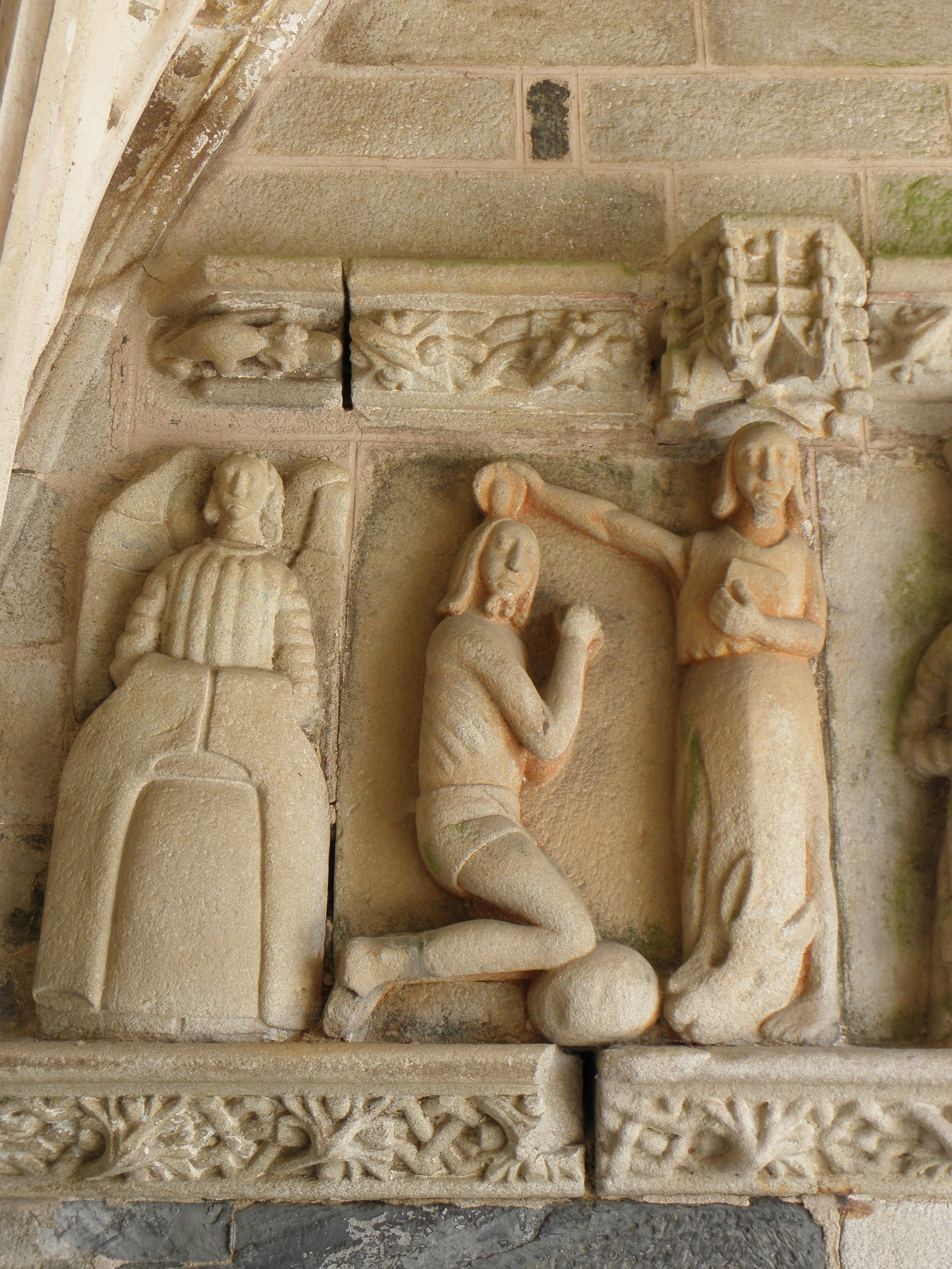
Église Sainte-Noyale : porche sud, baptême du Christ par saint Jean-Baptiste.

- La chapelle de Sainte-Noyale (XVe et XVIe siècles), de style gothique, avec ses 12 clochetons dorés (ils datent du XVIIIe siècle), classée monument historique ; les lambris peints de la voûte, qui datent du XVIIe siècle, illustrent la vie de la martyre. Sa sacristie date de 1719 comme l'indique la longue dédicace qui se trouve sur son mur sud. Son pardon se déroule le dernier dimanche de juin (par le passé, après la cérémonie était organisée la bénédiction des chevaux).

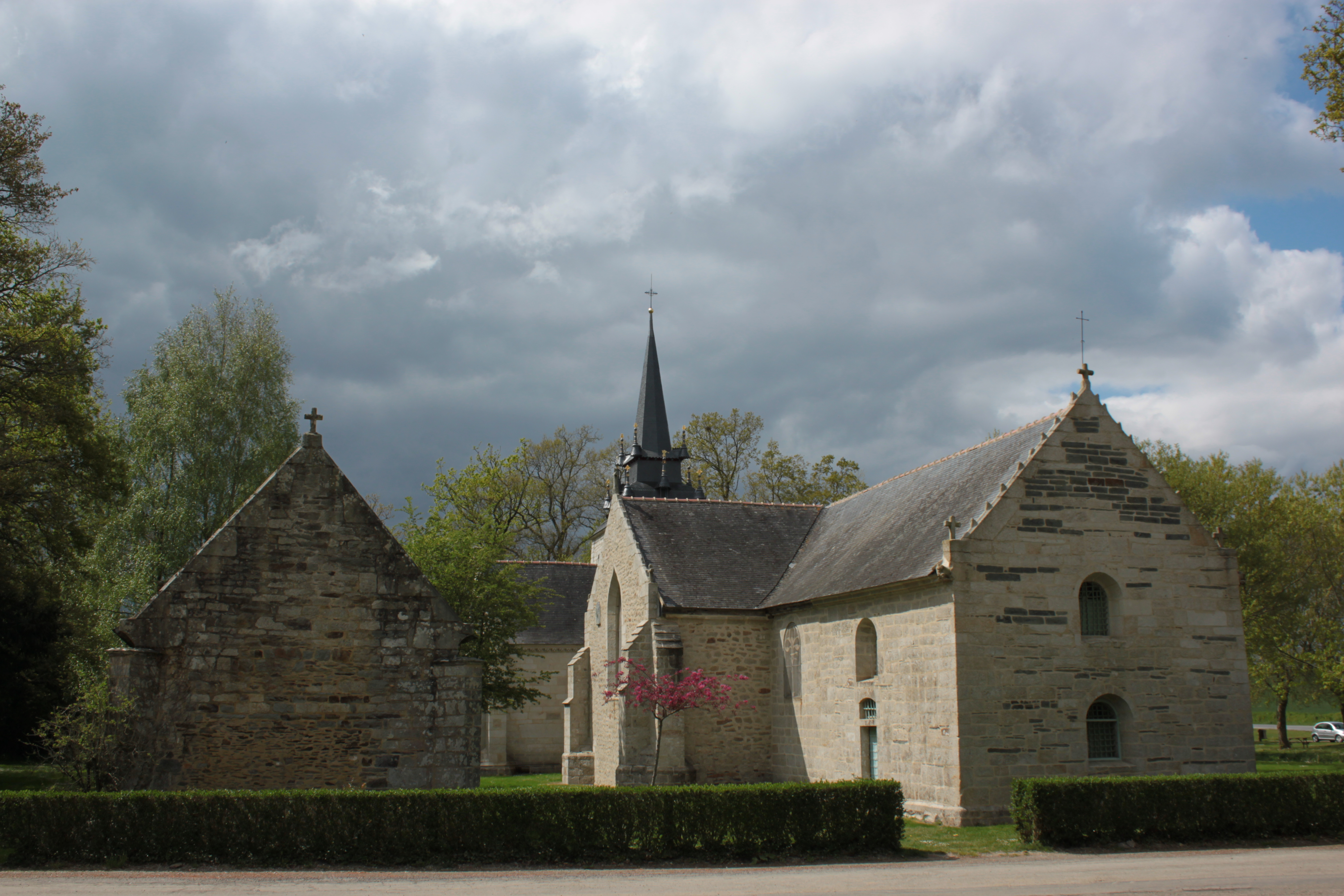
Chapelle Sainte-Noyale : vue extérieure d'ensemble.
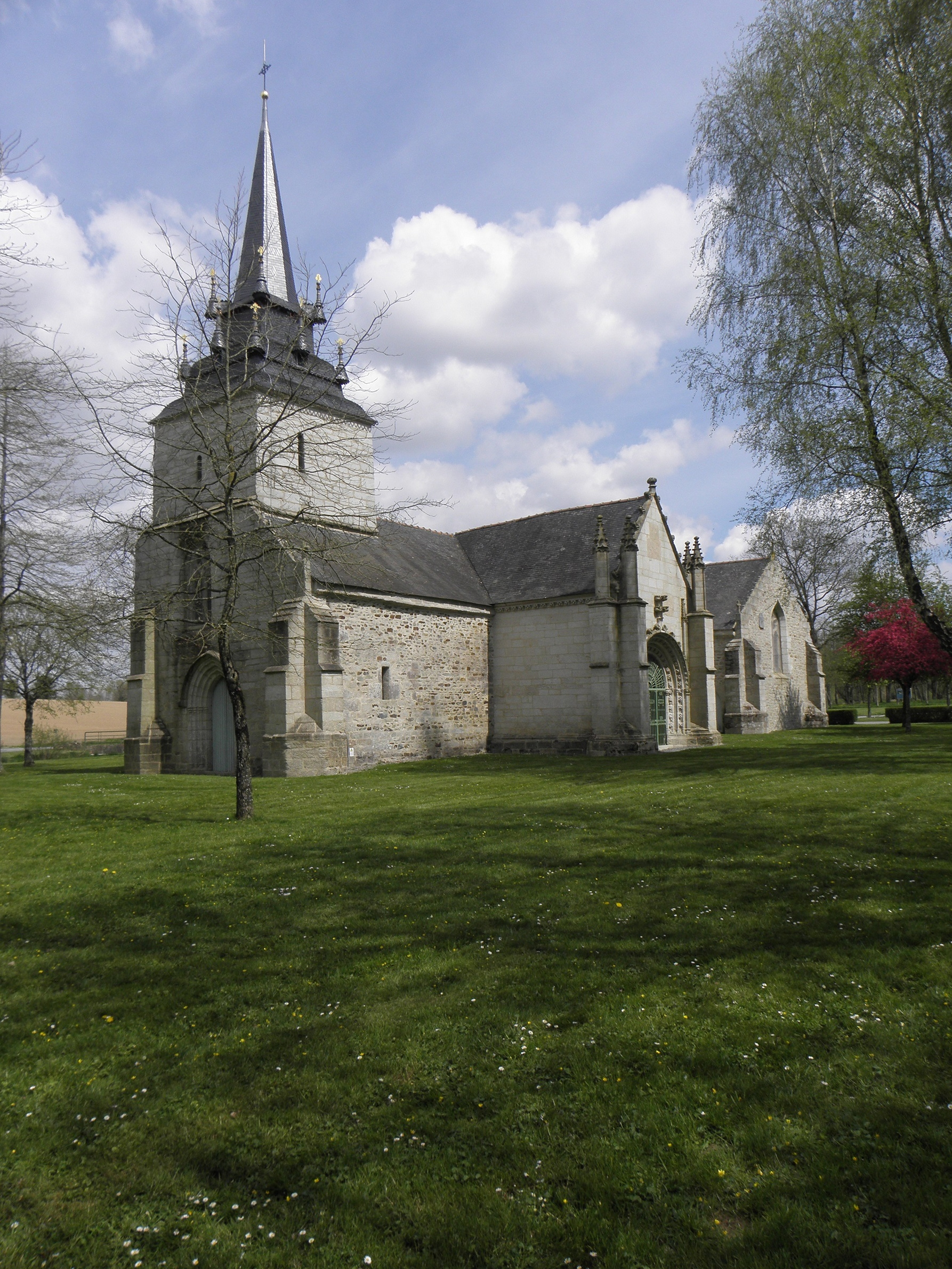
Chapelle Sainte-Noyale : autre vue extérieure d'ensemble.
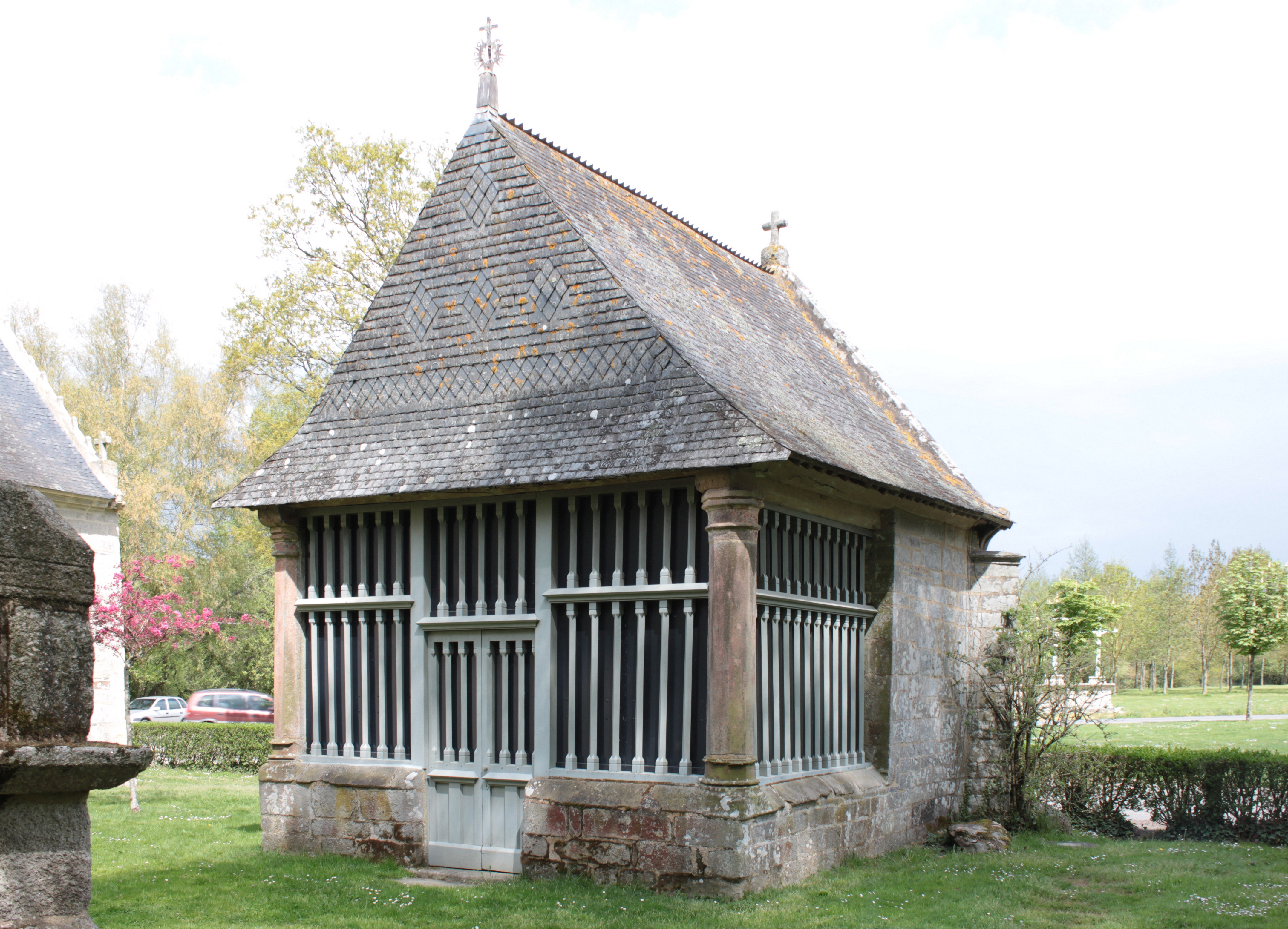
Chapelle Saint-Jean (oratoire de la chapelle Sainte_Noyale).
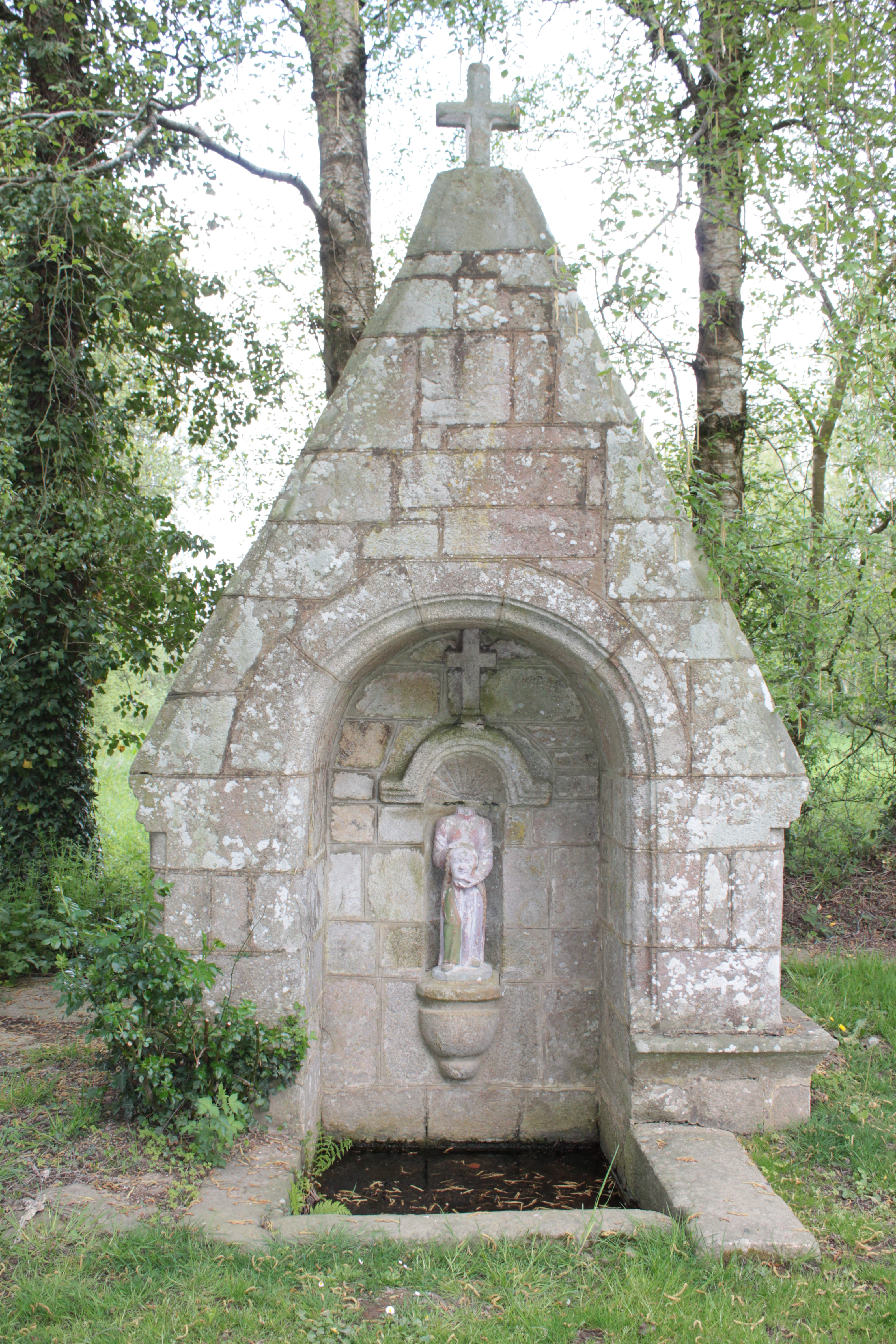
La fontaine de dévotion de Sainte-Noyale.
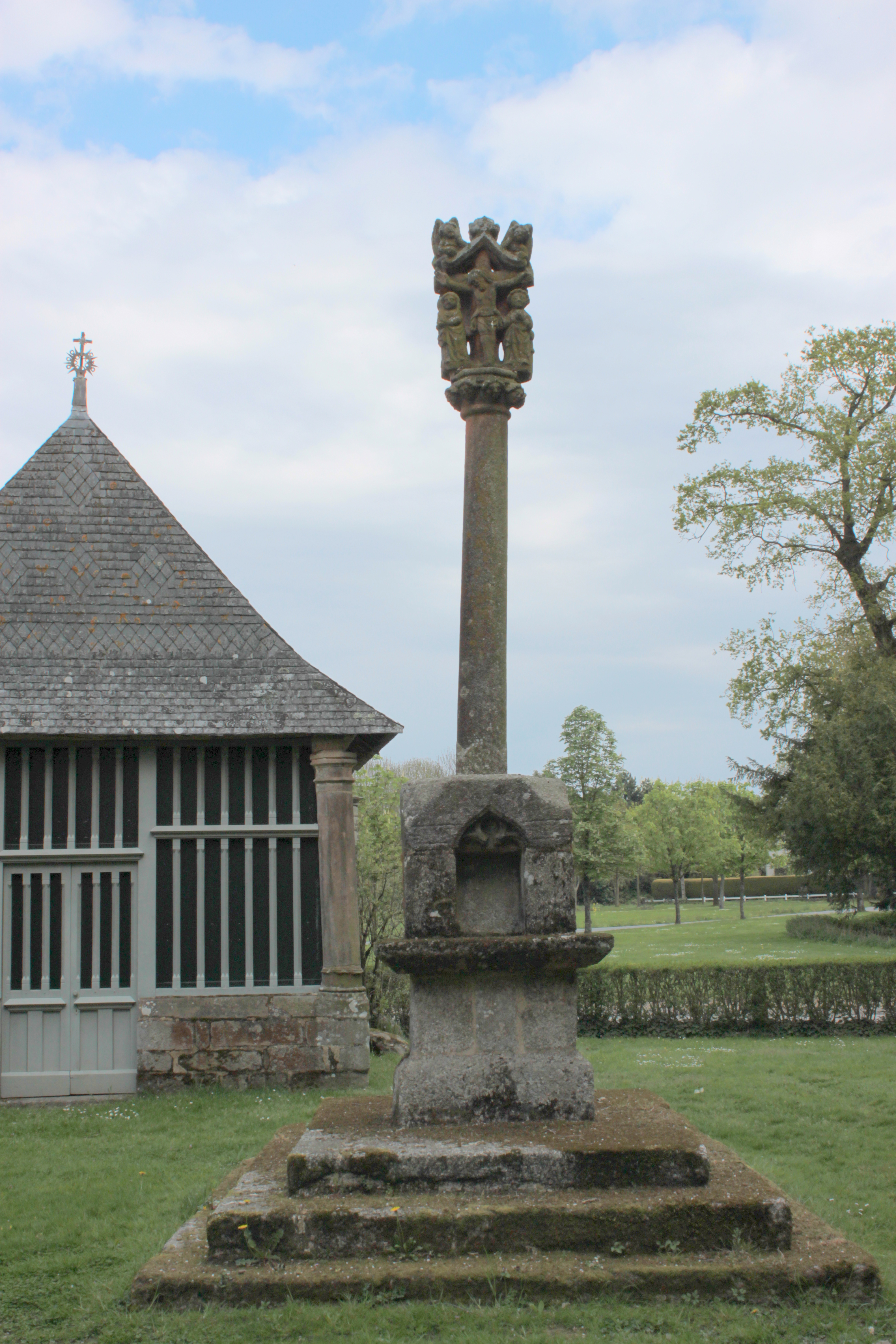
La croix de Sainte-Noyale.
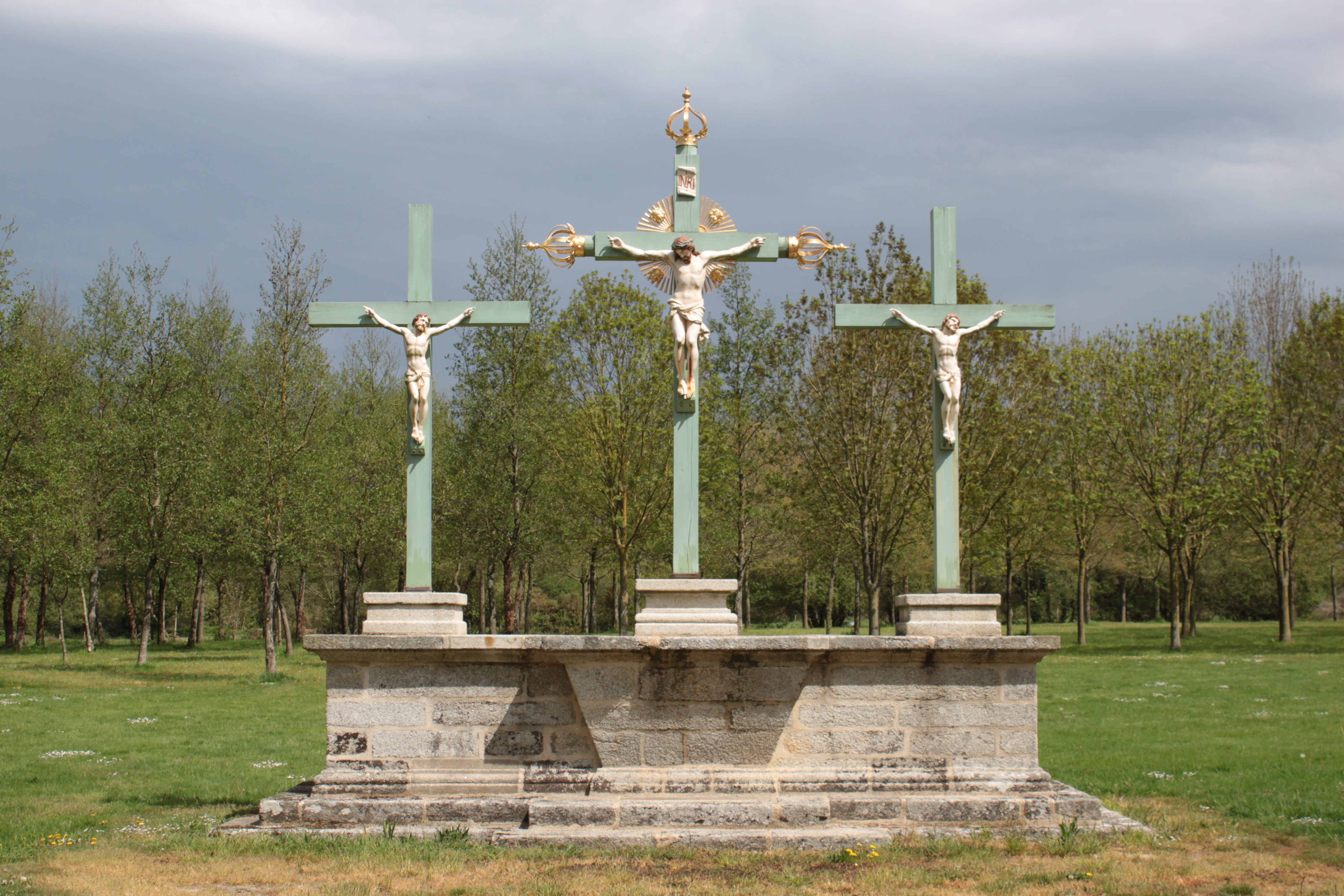
Le triple calvaire de Sainte-Noyale.

- La chapelle Sainte-Barbe ( Inscrit MH (2018)), au village du Poulvern, date du XVe siècle ; de plan rectangulaire, les 8 peintures de son lambris illustrent des scènes des vies de sainte Barbe et sainte Noyale ; elle abrite plusieurs statues du XVe siècle ;
- La chapelle Saint-Arnould date de 1842 ; c'est un édifice en forme de croix latine, construit à l'emplacement d'un ancien sanctuaire ; il est dédié à saint Arnould, qui fut évêque de Metz. Le calvaire situé à proximité date de 1806 ;
- La chapelle Petite Sainte-Noyale date du début du XVIIIe siècle ; elle est située dans le bourg ; c'est pour la distinguer de la chapelle de Sainte-Noyale et de l'église paroissiale Sainte-Noyale qu'on la, ainsi qualifiée.
- Plusieurs fontaines de dévotion :
  - Les "Trois Fontaines" datent probablement du XVIe siècle ; selon la légende ces trois fontaines proches correspondraient à des sources jaillies spontanément là où sainte Noyale aurait versé des larmes lorsqu'elle fut décapitée (ces fontaines ont été restaurées en 1818) ;

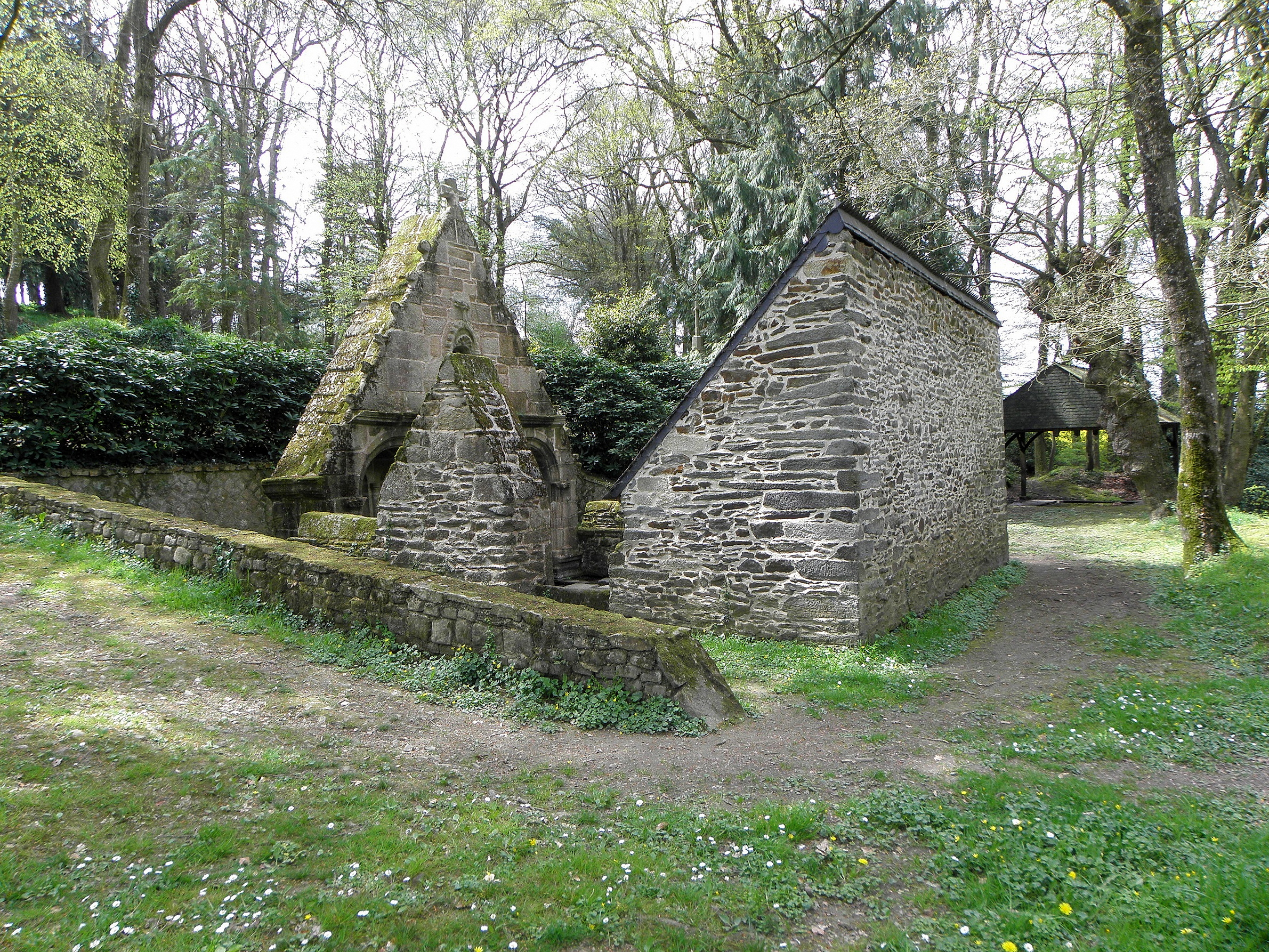
Les Trois Fontaines : vue d'ensemble du site.
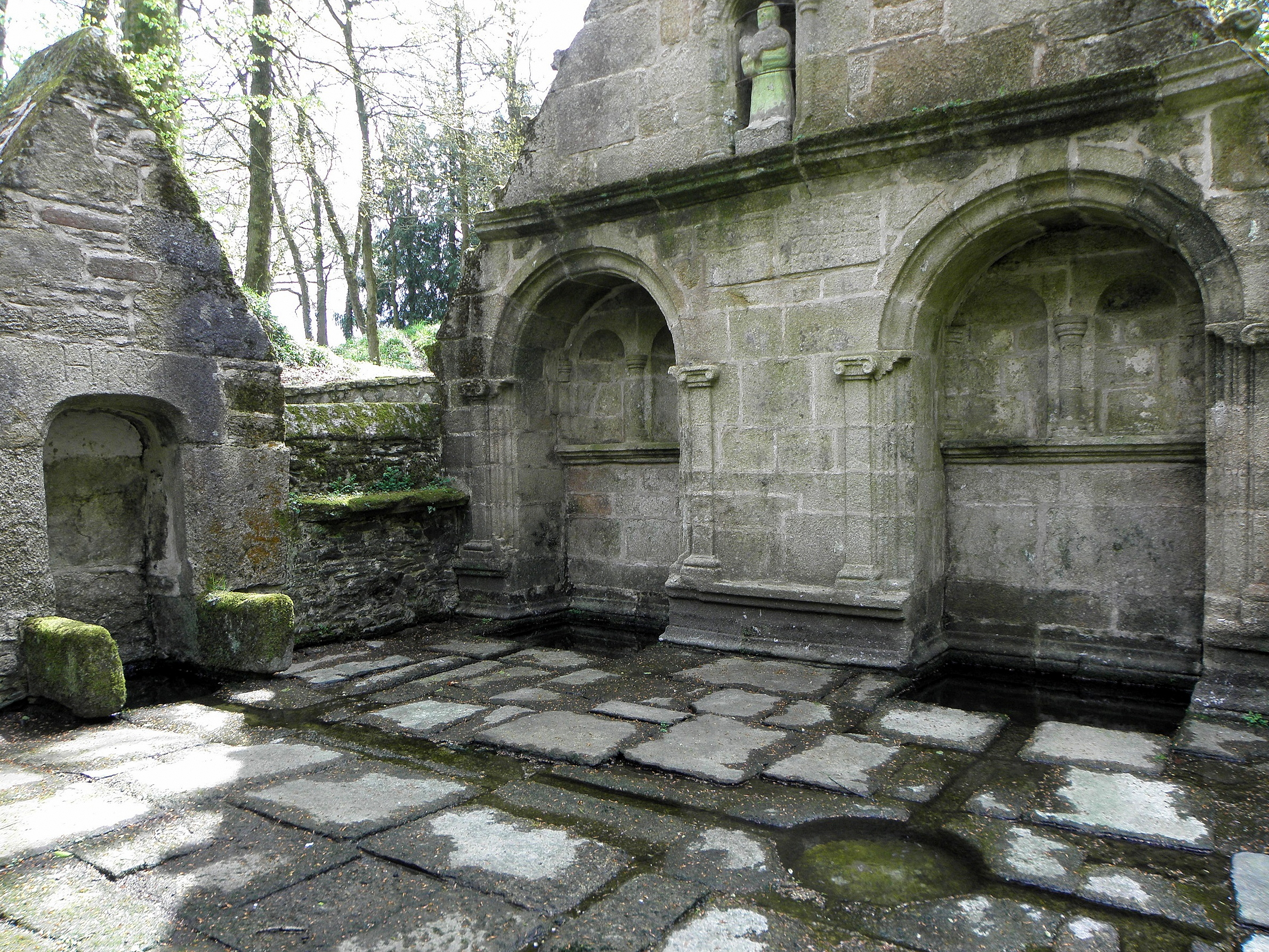
Les Trois Fontaines : vue d'ensemble.
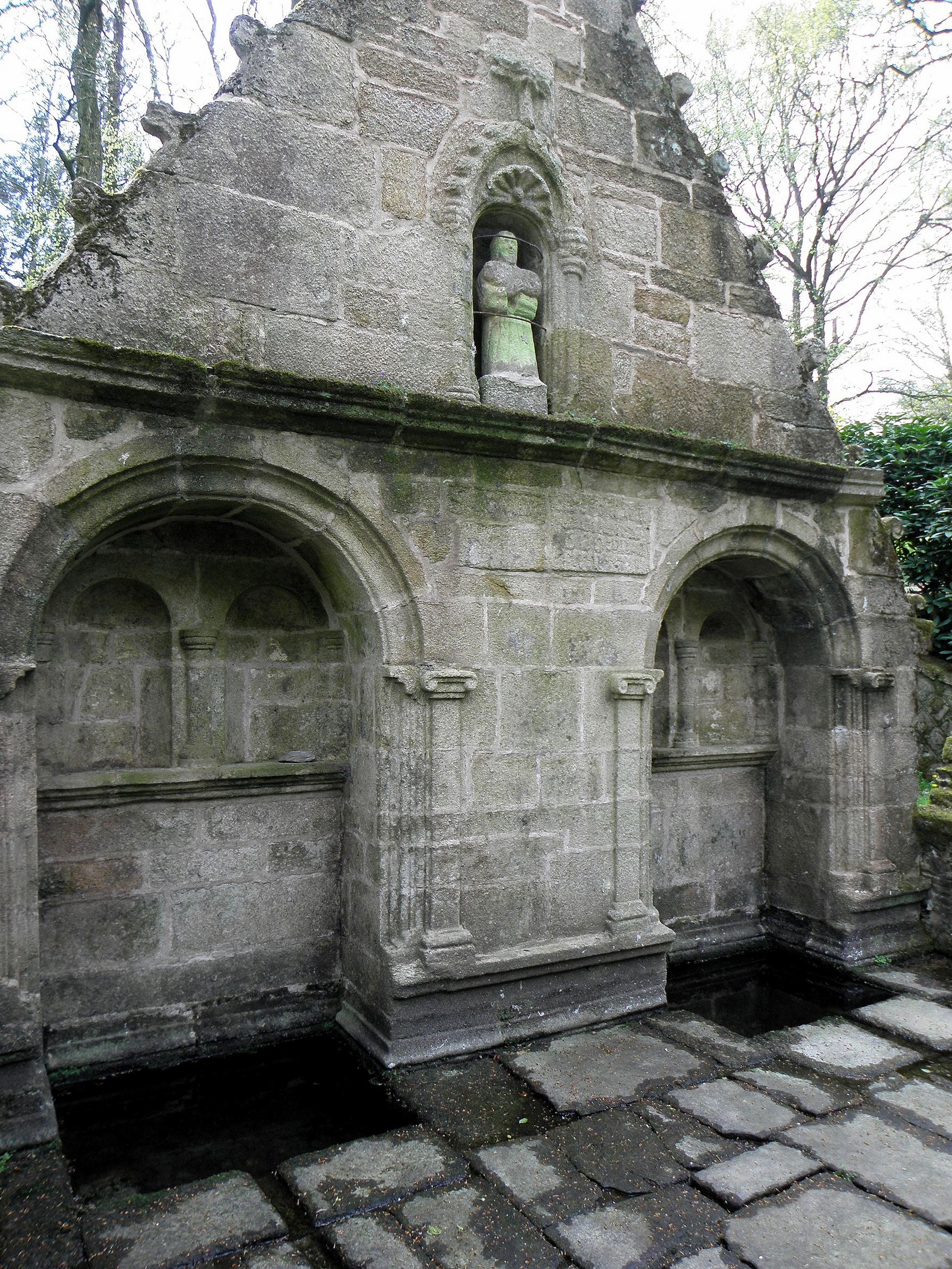
Deux des Trois-Fontaines.

- - Des fontaines existent aussi près des chapelles de Sainte-Barbe, de Saint-Arnould et de Sainte-Noyale.

### Monuments anciens
- Plusieurs manoirs :
  - le manoir de Kerboutier date du XVIIe siècle, il est inscrit à l'inventaire général du patrimoine culturel[58] ;
  - le manoir de Kerponner date du XVIIe siècle, il est inscrit à l'inventaire général du patrimoine culturel[59] ;
  - le manoir de Kerscomard  date du XVIIe siècle, il est inscrit à l'inventaire général du patrimoine culturel[60]  ;
  - le manoir du Verger bâti en 1639, mairie depuis 1962, il est inscrit à l'inventaire général du patrimoine culturel[61] ;
- Plusieurs calvaires : les calvaires de Sainte-Noyale, Saint-Arnould, les 3 fontaines, Sainte-Barbe, Rescourio, rue de Sainte-Noyale.

### Autres monuments
- Groupe de 6 éoliennes de 9 MW à la limite avec Gueltas, depuis 2004, atteignant 116 m de haut
- L’école Sainte-Noyale
- Des écluses sur le Canal de Nantes à Brest : écluse no 88, dite de Joli Cœur[62], écluse no 89, dite de Parc Lann Hir, no 89[63], écluse no 91, dite de Parc Bihan[64], écluse no 102, dite de Parc Lann Hoarem[65], écluse no 103, dite de la Haie[66], etc..

## Personnalités liées à la commune
- L'abbé François Cadic, né le 29 septembre 1864 à Noyal-Pontivy et décédé le 27 juillet 1929 à Saint-Jean-Brévelay (Morbihan), connu pour ses travaux de collectages sur les contes et les chansons, avait fondé La Paroisse Bretonne de Paris en 1897 pour notamment aider les Bretons venant trouver du travail à Paris.
- Jean-Charles Cavaillé a exercé la fonction de maire, en parallèle à ses mandats successifs à l’Assemblée nationale (RPR, puis UMP).